# Operacions navals en la Primera Guerra Mundial
Les operacions navals en la Primera Guerra Mundial es van desenvolupar principalment al voltant de la necessitat de garantir la seguretat de les seves comunicacions marítimes, i per bloquejar o soscavar a l'enemic. En particular, les armades de les potències aliades (la Royal Navy britànica, la Marine Nationale francesa, la Voenno-morskoj flot Rossijskoj imperii russa, la Regia Marina italiana i, en menor mesura, l'United States Navy estatunidenca i la Dai-Nippon Teikoku Kaigun japonesa) van adoptar una estratègia que l'objectiu apuntava a controlar les àrees utilitzades pel comerç marítim i imposar el bloqueig dels adversaris.
Les operacions navals de marina de les Potències Centrals (la Kaiserliche Marine alemanya, la k.u.k. Kriegsmarine austrohongaresa i la Osmanlı Donanması otomana) es caracteritzaven per l'estratègia de «flota de dissuasió»; malgrat que les superaven numèricament, les flotes de superfície de les Potències Centrals van evitar enfrontaments amb el gruix de l'enemic, però van mantenir una amenaça «potencial», tractant de desgastar les forces enemigues, forçar el bloqueig i de minar les rutes comercials mitjançant l'ús de submarins i de creuers auxiliars.
Les operacions bèl·liques van involucrar (d'una manera més o menys directa i més o menys intens) tots els oceans del món i grans masses d'aigua. Si el mar del Nord va ser escenari d'enfrontaments remots entre la Hochseeflotte alemanya i la Grand Fleet britànica, en la mar Mediterrania, les flotes combinades d'Itàlia, França i el Regne Unit (amb petites contribucions del Japó, Austràlia i Grècia) es van enfrontar a l'armada austrohongaresa, pràcticament atrinxerada dins dels seus ports de la mar Adriàtica, així com cometre contra les defenses otomanes dels Dardanels.
L'enorme Imperi Rus va haver de fer front a Alemanya en la mar Bàltica, i l'Imperi Otomà a la mar Negra, mentre que els pocs vaixells alemanys que guardaven les colònies de l'oceà Pacífic van ser superades per les nombroses flotes del Japó i Austràlia. Així mateix, l'oceà Índic i les aigües de l'Amèrica del Sud van ser escenari d'enfrontaments entre els invasors alemanys i els esquadrons dels creuers aliats enviats a la seva caça. Finalment, l'oceà Atlàntic va ser l'escenari de la primera gran campanya de la història submarina, amb els submarins alemanys compromesos contra el tràfic comercial de les Illes Britàniques i la intenció de fer front a les forces combinades del Regne Unit i (després de 1917) Estats Units d'América.

## Antecedents

### La cursa armamentista
Els últims anys del segle xix i els primers anys del segle xx es van caracteritzar per una gran cursa armamentista, que va involucrar a totes les grans potències del món i que va tenir una profunda influència en el camp de l'armament naval; la primera crisi marroquina de 1905 i la fricció resultant, que es va determinar entre França i el Regne Unit per una banda i Alemanya per l'altra per les possessions al Marroc, va deixar clara la nova situació que va sorgir al mar.

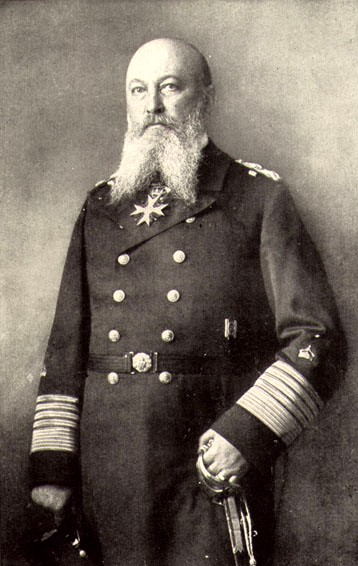
Großadmiral Alfred von Tirpitz

Convertit en un estat unitari en 1871, Alemanya s'havia imposat recentment com una potència mundial i va intervenir al final de la cursa colonial, sobretot contra el Regne Unit i França, per agafar possessions colonials a tot el món. Per tal d'augmentar la seva influència mundial i colonial, el govern alemany va avaluar el desenvolupament d'una gran flota de batalla; la marina de guerra del Regne de Prússia i del nou estat alemany era una força reduïda, destinada principalment defensa de les aigües costaneres nacionals. Amb el nomenament del Großadmiral Alfred von Tirpitz per dirigir el Reichsmarineamt (Ministeri de la marina) en 1897 es va desenvolupar la Hochseeflotte (flota d'alta mar), que va esdevenir una de les pedres angulars de la política Alemanya.
El desenvolupament de la flota alemanya només podia desencadenar reaccions similars al Regne Unit, perquè la seva flota era sens dubte la més poderosa del món. El naixement de la Hochseeflotte, amb ports a pocs quilòmetres les costes d'Anglaterra, posava en perill el predomini britànic als mars, empenyent a Londres per fer tot el possible per seguir mantenint una considerable avantatge sobre l'oponent. A això es va unir també les teories de l'investigador de la guerra naval Alfred Thayer Mahan, que va dir que una potència naval resultava, en definitiva, superior a una força purament continental; si bé aquest argument va ser posat en dubte posteriorment, en els primers anys del segle xx va assumir un paper central en la política de moltes nacions.

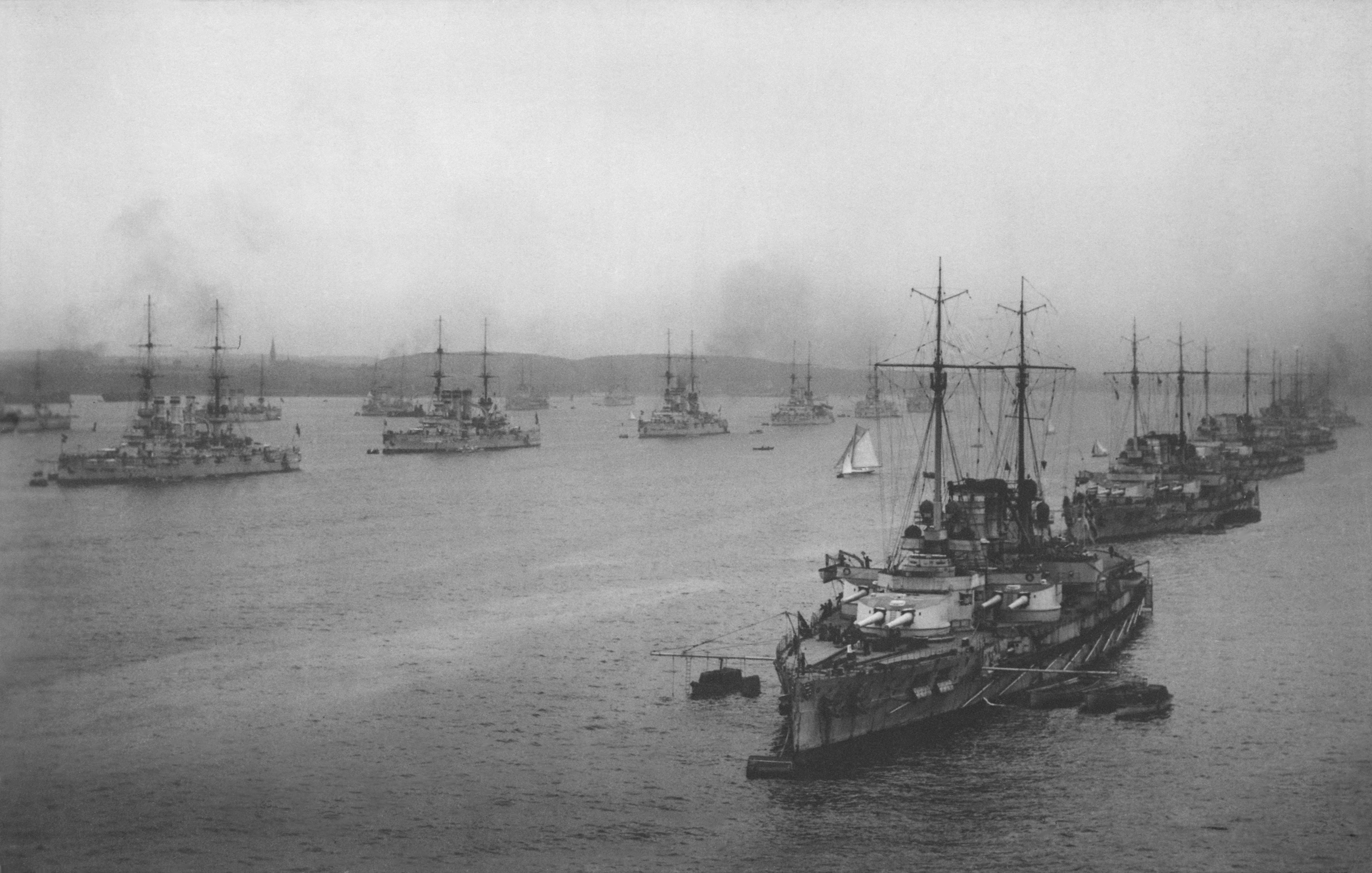
Primer i segon esquadró de creuers cuirassats i creuers lleugers de l'Armada Alemanya al port de Kiel, Alemanya, ca 1911-1914

Ja sigui des d'un punt de vista polític, el desenvolupament de la flota alemanya va ser un dels factors que va portar al Regne Unit a aliar-se amb els enemics tradicionals d'Alemanya, França i l'Imperi Rus, des d'un punt de vista militar. També va empènyer a la Royal Navy per aplicar una política de «two keels for one» (dos quilles per una), construint dos nous vaixells de guerra per cada vaixell que els alemanys ficaven al mar; tot i que aquesta relació va resultar impossible d'assolir, la major experiència de les drassanes britàniques, combinada amb no haver de mantenir un gran exèrcit terrestre com els alemanys, el Regne Unit es va permetre guanyar un gran avantatge numèric sobre els seus rivals.
La disputa naval anglo-alemanya es va reflectir després a tot el món. Amb un procediment similar al que es va produir al mar del Nord, però en una escala menor, també la Mediterrània va ser testimoni d'una cursa armamentista naval, amb el Regne d'Itàlia, que va tractar de fer valer el seu paper de poder local xocant amb els interessos de França i Àustria-Hongria. Fora d'Europa, els Estats Units d'Amèrica havien obtingut un clar paper com a potència regional amb la victòria en la guerra hispano-estatunidenca, començant a estendre la seva influència més enllà del continent americà. En Àsia, l'Imperi Japonès s'havia convertit en la potència dominant a la regió després dels èxits en la Primera Guerra Sinojaponesa i especialment en la guerra russojaponesa, prenent un paper cada vegada més marcat en l'escenari mundial gràcies a una forta aliança amb els Estats Units. Tant els Estats Units com el Japó, van veure la construcció de grans flotes de batalla com una forma de defensar el paper adquirit i per establir-se com potències mundials.

### La tecnologia naval
A finals del segle xix, la unitat principal de combat era el pre-dreadnought o «cuirassat pluricalibre», un vaixell de menys de 20.000 tones de desplaçament i amb una velocitat màxima de fins a 18 nusos, generada per un sistema de propulsió basat en màquines de vapor que funcionen amb carbó; l'armament es va basar en quatre canons principals de 280 o 305 mm disposats en dues torretes a la proa i la popa, i un gran nombre de peces de menor calibre disposades al llarg del costat del casc, en barbetes o casamates blindades, una solució que a la pràctica van resultar insuficient, ja que exposava les peces a la humitat i la boira salina, i per què l'horitzó de tir resultava excessivament reduït en comparació amb la disposició en una torreta giratòria.

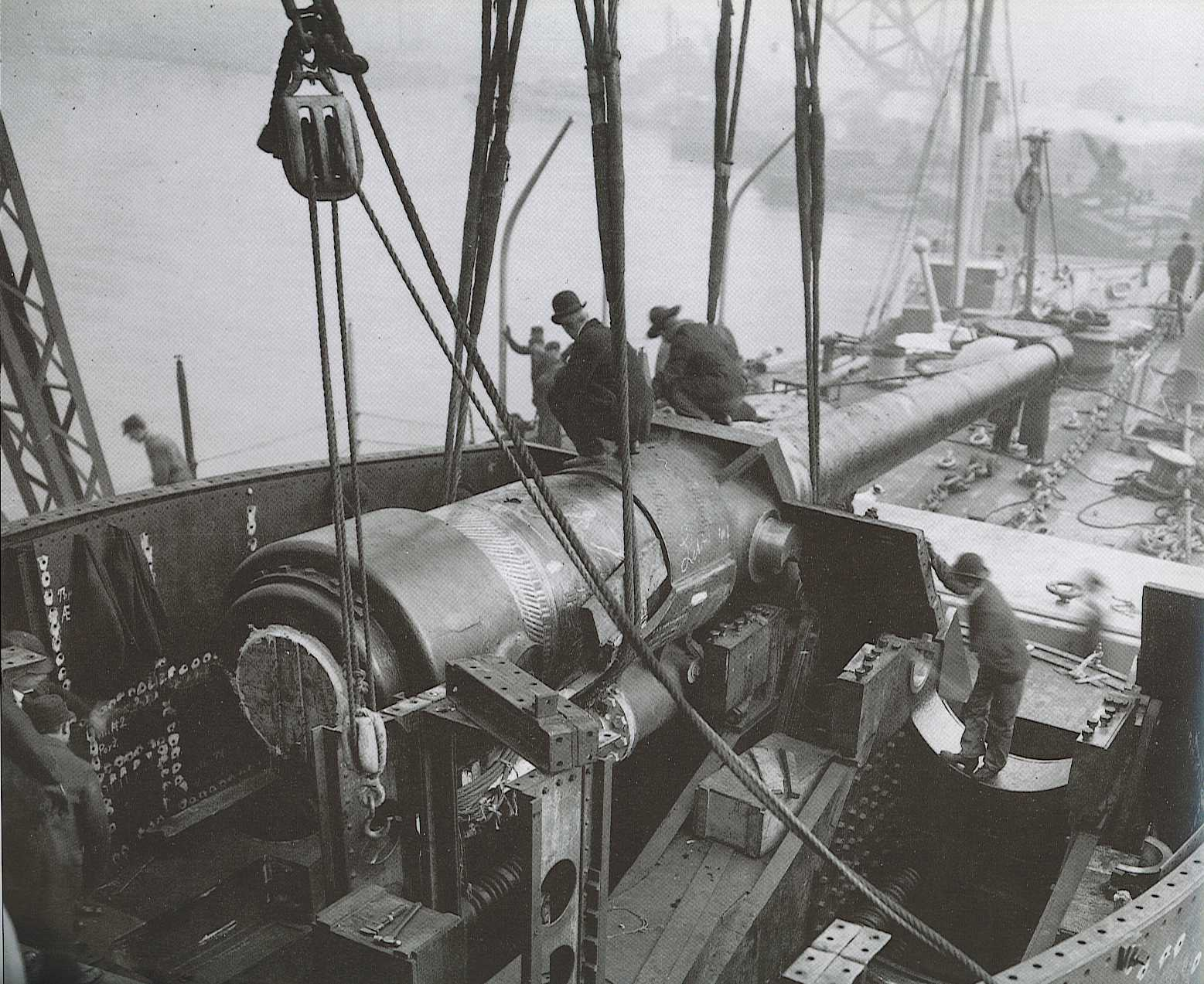
Un canó 12"/45 calibre Mark 5 (305mm) del USS Connecticut (BB-18), 1906

D'acord amb la doctrina tàctica de l'època, el cuirassat s'enfrontaria a l'enemic utilitzant armament principalment secundàri, mentre que les peces de gran calibre servirien per donar el «cop final» a l'enemic derrotat; això va ser causat pel fet que les armes de petit calibre tenien una velocitat de tret més alta, i perque els sistemes de detecció de distància eren encara bastant primitius trets i, per tant, només eren eficaços els trets de curt abast. Molts vaixells encara estaven equipats amb esperons per envestir l'enemic, i de tubs de llençatorpedes complexos, cars i pesats col·locats sota la línia de flotació; l'evidència va mostrar que aquests equips eren cada vegada més inútils en la lluita entre molts vaixells.
Ja durant la guerra russojaponesa de 1904-1905 es va poder veure que els canvis tecnològics que estaven tenint lloc també estaven canviant la forma de lluitar en la guerra al mar. Les millores de les tècniques siderúrgiques van portar a la producció de millors aliatges d'acer, la qual cosa va augmentar la qualitat i el gruix del casc fins al punt que l'artilleria secundària ja no era eficaç contra ell. Això, juntament amb les millores en la producció de les armes de foc que van augmentar la velocitat de tir de l'artilleria pesada fins a ser gairebé igual a la de les armes de calibres petits, va portar a reconsiderar el paper de l'artilleria principal del vaixell, fet que va suposar una major prevalença sobre el armament secundari. La introducció del giroscopi i dels sistemes centralitzats per al control d'incendis va conduir a noves millores en l'eficàcia de l'artilleria; el rang efectiu dels projectils, que s'havia limitat a menys de 2.000 metres, va passar a ser entre 7.000 i 10.000 metres.

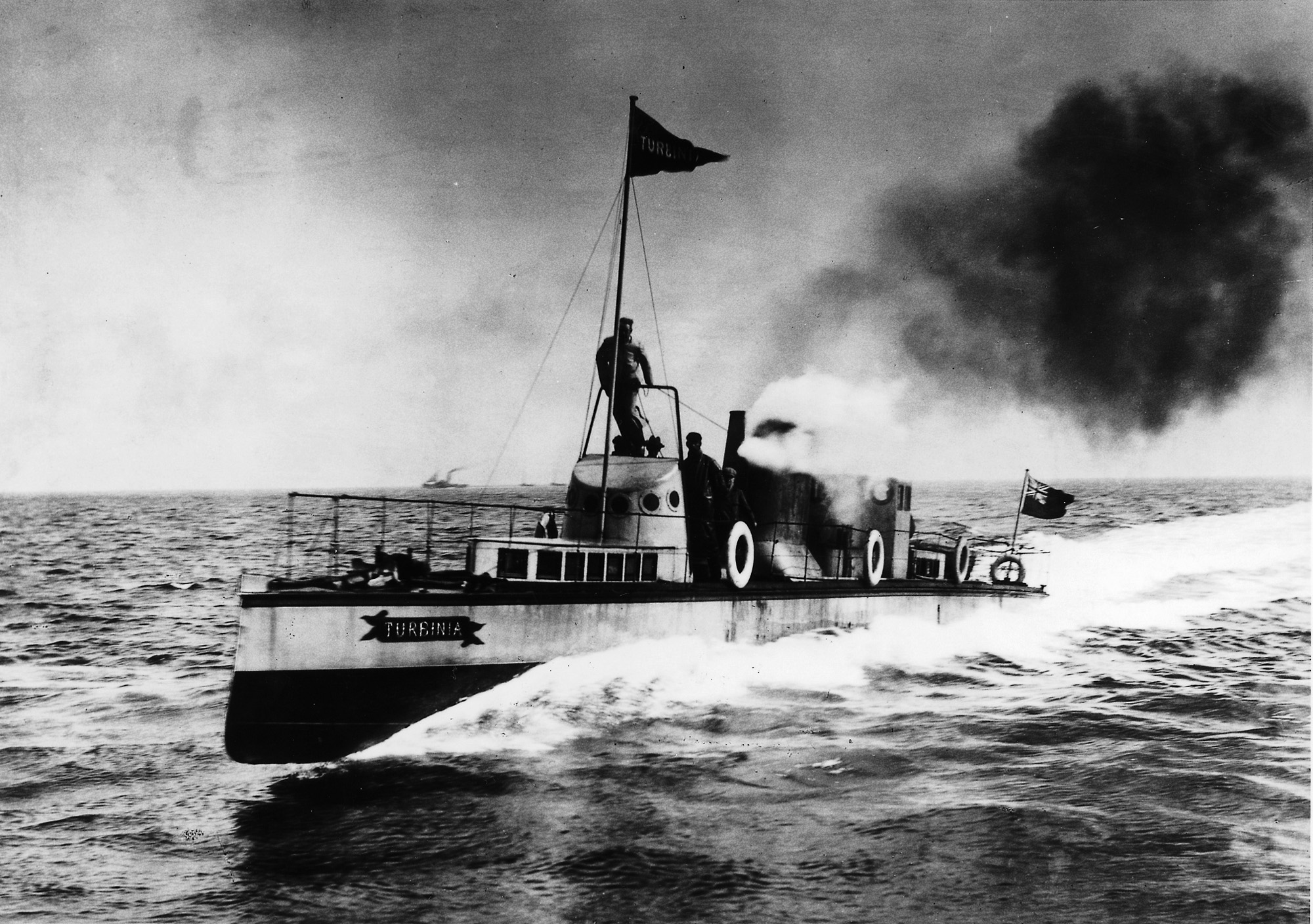
El Turbinia, de l'any 1894, va ser el primer vaixell propulsat mitjançant una turbina de vapor

Com a part de l'aparell de propulsió, la invenció de la turbina de vapor en 1884 va fer un salt substancial cap endavant; els grans cuirassats ja eren capaços de moure's a velocitats molt per sobre dels 20 nusos, amb unitats més petites que fins i tot podien superar els 25 nusos; en conseqüència, la mida de les unitats navals va començar a créixer considerablement. L'augment de la velocitat va reduir l'amenaça als grans vaixells que representaven els submarins, una arma naval de recent introducció als arsenals; molt lent sota l'aigua i amb poca autonomia, els submarins tenien poques possibilitats de dirigir-se a una unitat de superfície ràpida, capaç de moure's ràpidament fora del seu abast. Això va contribuir a utilitzar als submarins per caçar els lents vaixells mercants. L'aplicació de bulbs antitorpedes (i de xarxes antitorpedes, que van resultar menys eficaces) van disminuir, almenys per a les grans unitats de gran tonatge, l'amenaça plantejada per torpedes i per les mines marines; la pèrdua de velocitat que van comportar aquests sistemes va ser compensat pels nous sistemes de propulsió. Així mateix, la millora de les tècniques del compartimentat estanc, en el qual els alemanys es van mostrar molt capaços, va augmentar possibilitats de supervivència dels vaixells de guerra.
El nou ús massiu de petroli en lloc de carbó com a carburant va augmentar considerablement l'autonomia dels vaixells i la producció de residus menys visibles per a l'enemic, perquè el petroli produeix una menor quantitat de partícules sòlides als gasos d'escapament que el carbó. Dit d'una altra manera: menys emissions de fums visible per l'enemic. Això va produir per contra les noves exigències de la política internacional, vinculades a la necessitat d'assegurar el subministrament constant de petroli a partir dels pocs països productors; precisament, la dificultat per obtenir el nou propulsor va obligar els alemanys a mantenir la propulsió amb carbó, que podien obtenir-lo dels dipòsits segurs de la regió minera del Ruhr.
La ràdio va esdevenir una eina popular en els vaixells i va permetre una millor comunicació de les ordres, mentre que cap al final de la guerra també van començar a aparèixer els primers exemplars rudimentaris de sonar per detectar unitats submarines.

### El dreadnought

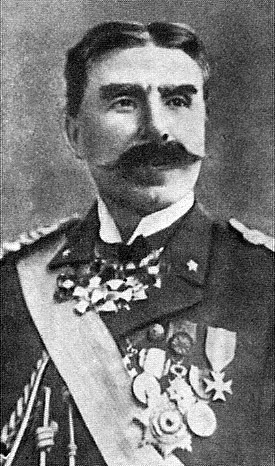
Vittorio Cuniberti (1845-1913), dissenyador del dreadnought

En 1893, l'enginyer naval italià Vittorio Cuniberti va començar a planejar un nou tipus de vaixell de guerra, tenint en compte totes les innovacions tecnològiques que estaven tenint lloc. En el seu disseny, el cuirassat estava equipat només amb armes de gran calibre instal·lades en torres giratòries i tenia una propulsió amb turbina que augmentava molt la seva velocitat i autonomia. Atès que Itàlia no tenia ni les finances ni la capacitat per dur a terme un projecte d'aquest tipus, es va autoritzar a Cuniberti a fer públics els seus estudis en 1902. Ràpidament van aparèixer molts països interessats: Japó va llançar el seu Satsuma en 1905 i l'any següent els Estats Units van començar a fabricar vaixells de la classe South Carolina, tots dos equipats amb un gran nombre d'armes de foc de gran calibre com armament principal, però encara amb la propulsió amb turbines de vapor.

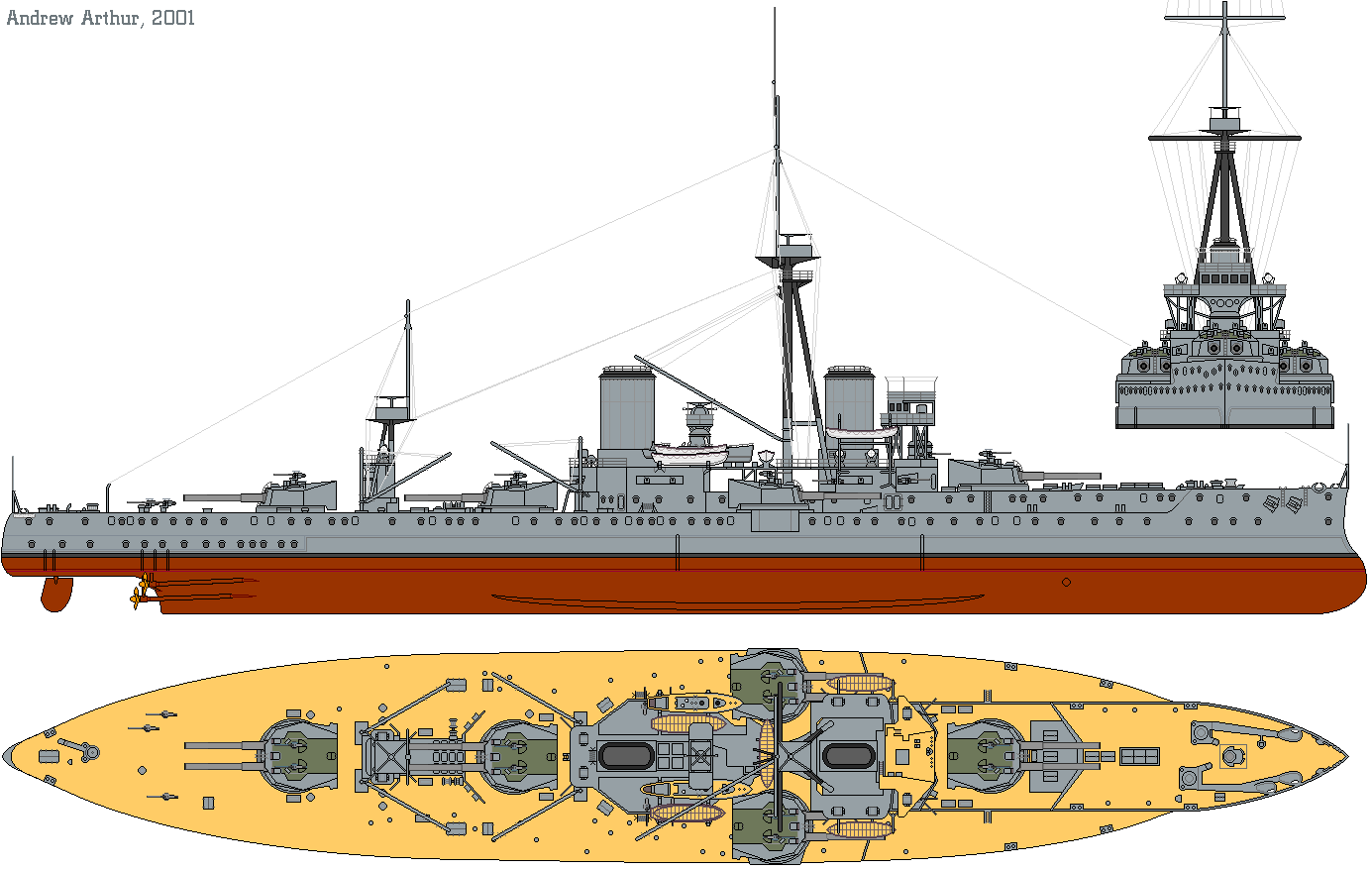
El disseny revolucionari del HMS Dreadnought

El HMS Dreadnought va ser la primera unitat a entrar en servei construït respectant les línies dibuixades per Cuniberti, qui li va donar el nom a aquest tipus de vaixells i que també van ser coneguts com a «cuirassats monocalibre». Llançat en 1906, el vaixell tenia un desplaçament de poc més de 20.000 t, però era capaç d'assolir una velocitat de 21 nusos assegurada per quatre turbines de vapor Parson. El seu armament principal es va basar en 10 canons de 305 mm instal·lats en torres giratòries, mentre que el seu armament secundari eren 27 canons de 76,2 mm, destinats només a la defensa propera contra les de les unitats ràpides.
Per recomanació del Primer Lord del Mar John Fisher, que desitjava aquest vaixell amb força i havia promogut la realització, el dreadnought va esdevenir el model sobre el qual es van desenvolupar les classes posteriors de cuirassats britànics. En 1912, va entrar en servei les quatre unitats de la classe Orion, que es defineix com el primer «súper-dreadnought» a causa del seu desplaçament (22.000 t), i el calibre de les seves armes (10 canons de 343 mm). El clímax va arribar amb els cinc «cuirassats ràpids» de la classe Queen Elizabeth (36.000 t, armat amb 8 canons de 381 mm, i amb turbines alimentades per petroli que garantien una velocitat de 24 nusos), que van entrar al servei a l'inici de la Primera Guerra Mundial.
La introducció progressiva del dreadnought va deixar completament obsolets tots els vaixells anteriors, obligant a diverses nacions a adoptar aquesta nova arma:

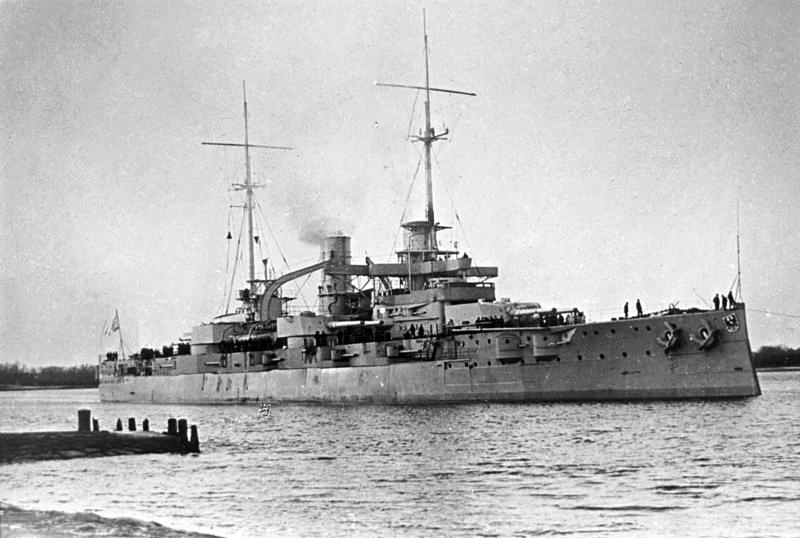
El vaixell SMS Rheinland, classe Nassau, va ser la primera resposta alemanya a la classe Dreadnought

- Després d'un model inicial de transició representat per les quatre unitats de la classe Nassau de 1909 (21.000 t, 12 canons de 280 mm), els alemanys aviat van començar a especialitzar-se en aquest nou tipus de construcció, construint naus més lentes amb armes de foc de menor calibre que les equivantentes britàniques, però amb un blindatge més gruixut i amb armes més precises:[7] El súper-dreadnought de la classe König, que va entrar al servei a l'inici del conflicte, tenia un desplaçament de 28.000 t i 10 canons de 305 mm, mentre que les dues unitats de la classe Bayern, construïdes en els últims mesos de la guerra, van arribar als 32.000 t i tenien 8 dels nous canons de 380 mm.[8]
- El primer cuirassat francès de la classe Courbet (23.000 t, 12 canons de 305 mm) va entrar en servei en 1913, seguit a l'inici de la guerra pel súper-dreadnought de la classe Bretagne (26.000 t, 10 canons de 340 mm).[9]
- La flota de Rússia estava sent reconstruïda després d'haver estat gairebé completament destruïda en la guerra russojaponesa, i va d'haver d'esperar fins a finals de 1914 per tenir el primer cuirassat en servei de classe Gangut (24.000 t, 12 canons de 305 mm).
- Els únics cuirassats austrohongaresos eren els quatre de la classe Tegetthoff (21.000 tones, 12 canons de 305 mm), que van entrar en servei entre 1913 i 1915.[10]
- Després del primer dreadnought experimental, el Dante Alighieri de 1913 (21.000 t, 12 canons de 305 mm), Itàlia va crear tres unitats de la classe Conte di Cavour i dues de la classe Caio Duilio (totes dues de 25.000 t i 13 canons de 305 mm), l'última de les quals va entrar en servei quan van començar les hostilitats.

### Els creuers de batalla
Paral·lelament a la construcció de cuirassats, el Primer Lord del Mar John Fisher va esdevenir el promotor del desenvolupament d'altres nous tipus de vaixells, els creuers de batalla. Eren unitats amb desplaçament i armament comparable a un cuirassat, però amb una velocitat molt més gran, garantida per un equip motor més potent i un blindatge més petit. Les intencions de Fisher eren que l'armament pesat dels creuers li permetrien eliminar oponents d'igual o inferior nivell, mentre que la velocitat més alta els permetria escapar més fàcil fàcilment del combat contra les unitats de nivell superior.
Els primers creuers de batalla de la classe Invincible va entrar en servei només dos anys després que el dreadnought. Tenien un desplaçament de 20.000 t i estaven armats amb 8 canons de 305 mm (per tant, comparables amb el mateix dreadnought), però amb una planta d'energia millorat capaç d'empènyer el vaixell fins a una velocitat màxima de 25 nusos (comparat amb els 21 del dreadnought). Sobre el model del súper-dreadnought de la classe d'Orió, en 1912 van entrar al servei els creuers de la classe Lion (30.000 t, 8 canons de 343 mm, i gairebé 28 nusos), fins al vèrtex representat per les unitats de la classe Renown (30.000 t, 8 canons de 381, i més de 30 nusos de velocitat), que va entrar en servei en 1916.
Només Alemanya i Japó van prendre la idea del creuer de batalla dictada pels britànics. Quant als vaixells de guerra, els alemanys van fabricar unitats més lentes i armades, però amb millor blindatge, el que garantia una capacitat de supervivència superior a les unitats britàniques homòlogues. Després de l'experimental SMS Von der Tann de 1910 (21.000 t, 8 canons de 280 mm, 27 nusos) i les primeres mostres de la classe Moltke de 1912 (25.000 t, 10 canons de 280 mm, 28 nusos), al començar la guerra van entrar en servei les unitats de la classe Derfflinger (31.000 t, més lentes (26 nusos), però millor armat (8 canons de 305 mm)) i els cuirassats antecedents. Japó va realitzar al principi de la guerra quatre unitats de la classe Kongō (27.000 t, 8 canons de 356 mm, 27 nusos), però es van trobar amb els riscos que resultava el tenir poc blindatge; aquestes unitats van ser reconstruïdes com «cuirassats ràpids» en el transcurs dels anys 30.
Per la resta de països, cap altre armada va fabricar aquestes unitats: els Estats Units van fabricar dues unitats de la classe Lexington, només per convertir-los en portaavions en els anys 20 abans de la seva finalització, mentre que la planificada classe Borodino de l'armada russa no va anar més enllà de l'etapa de planificació.

## Els inicis de les hostilitats
Amb l'esclat del conflicte que es va produir amb la declaració de guerra d'Àustria-Hongria a Sèrbia el 28 de juliol de 1914, les armades dels països bel·ligerants es van trobar que havien de fer front a les primeres operacions navals. Mentre que França, Gran Bretanya, Rússia, Alemanya i Àustria-Hongria van mobilitzar les seves naus, altres països com Itàlia, l'Imperi Otomà, Bulgària, Grècia i Romania es van mantenir neutrals en un primer moment, fet que va influir en les estratègies dels bel·ligerants. 

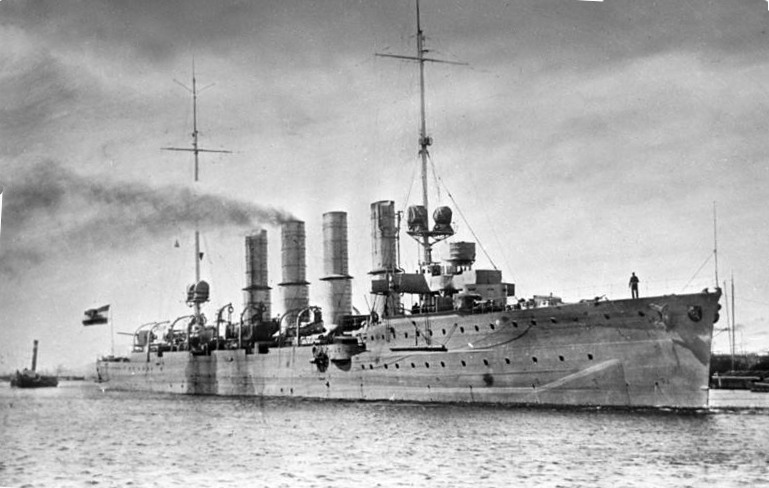
El SMS Breslau (en primer pla) escortat pel SMS Goeben en una foto de 1912. Aquests dos vaixells van ser enviats pels alemanys durant l'inici del conflicte cap al neutral Imperi Otomà per bloquejar Rússia a la mar Negra

Quan va esclatar el conflicte, el contraalmirall Wilhelm Souchon, comandant de la Mittelmeerdivision (flota alemanya a la Mediterrània) formada pel creuer cuirassat SMS Goeben i el creuer lleuger SMS Breslau, es trobava en la Mediterrània, més específicament en Pula, on els tècnics reparaven les calderes del SMS Goeben. Al 3 d'agost, Souchon va rebre l'ordre de dirigir-se cap a l'estret dels Dardanels i unir-se als otomans, per l'interès d'Alemanya d'assegurar l'amistat dels otomans encara neutrals, mantenint així a Rússia bloquejada en la mar Negra.
L'almirall austrohongarés Anton Haus, Marinekommandant (Comandant de l'Armada) i cap de la Marinesektion (Secció de la Marina) del Ministeri de Guerra en 1913, amb l'esclat de les hostilitats es va preocupar principalment en la defensa de la seva flota i assegurar la defensa de la costa d'Àustria-Hongria, especialment la frontera més meridional amb Montenegro, aliat de Sèrbia. Per aquest motiu, l'artilleria dominava la base naval de Kotor. No obstant això, la neutralitat italiana també va ser una preocupació per a Haus; en el cas d'una intervenció militar italiana al costat de l'Entente, la Regia Marina italiana es convertiria en la principal enemiga de la k.u.k. Kriegsmarine austrohongaresa, i a partir d'això era necessari de preservar tant com fos possible per mantenir la flota disposada a lluitar contra l'enemic més perillós.
Al 6 d'agost, el príncep de Battenberg i el subcap de l'Estat Major de la flota francesa Schwerer, van signar en Londres un acord naval que assignava a França la direcció de les operacions navals a la Mediterrània. Les forces britàniques a la Mediterrània estarien sota el comandament de l'almirall francès Boué de Lapeyrère, i tant Gibraltar com Malta, estarien a disposició dels francesos. A més, la flota britànica a la Mediterrània, sota el comandament de Sir Archibald Berkeley Milne, proporcionaria assistència a la repatriació de les tropes franceses de l'Àfrica. Al fer-ho, els britànics van deixar als francesos la responsabilitat de la Mediterrània per centrar-se a contrarestar els alemanys al mar del Nord, encara que la flota mediterrània, formada per tres creuers de batalla moderns (HMS Invincible, HMS Inflexible i HMS Indomitable) així com 4 creuers cuirassats, 4 creuers lleugers i 14 destructors, encara que sota comandament francès, va convertir la zona de Malta i l'Egea oriental en una àrea d'operacions britànica.

### Les forces en el camp de batalla
Unitats en servei en el moment de l'entrada en la guerra dels respectius països (entre parèntesis, les unitats que es va afegir durant les hostilitats); les unitats acabades després de la guerra o mai completades no es compten.
|                                 | Dreadnought | Pre-dreadnought | Creuer de batalla | Creuer cuirassat | Creuer protegit | Creuer lleuger | Destructor | Submarí   |
| ------------------------------- | ----------- | --------------- | ----------------- | ---------------- | --------------- | -------------- | ---------- | --------- |
| Aliats                          |             |                 |                   |                  |                 |                |            |           |
| Imperi Britànic                 | 22 (13)     | 48              | 9 (3)             | 35               | 91              | 17 (37)        | 256 (268)  | 84 (127)  |
| França                          | 4 (3)       | 23              | 0                 | 22               | 9               | 0              | 83 (30)    | 55 (19)   |
| Imperi Rus                      | 0 (7)       | 9 (2)           | 0                 | 6                | 8 (1)           | 0              | 10 (31)    | 26 (28)   |
| Itàlia                          | 5 (1)       | 8               | 0                 | 9                | 0               | 5 (9)          | 35 (17)    | 21 (64)   |
| Imperi Japonès                  | 2 (4)       | 14              | 1 (3)             | 12               | 15              | 6              | 50 (27)    | 12 (3)    |
| Estats Units                    | 14 (2)      | 23              | 0                 | 12               | 24              | 3              | 68 (46)    | 47 (30)   |
| Total dels Aliats               | 47 (30)     | 125 (2)         | 10 (6)            | 96               | 147 (1)         | 31 (46)        | 502 (419)  | 245 (271) |
| Potències Centrals              |             |                 |                   |                  |                 |                |            |           |
| Imperi Alemany                  | 15 (4)      | 24              | 5 (2)             | 9                | 6               | 36 (12)        | 133 (96)   | 27 (348)  |
| Àustria-Hongria                 | 3 (1)       | 13              | 0                 | 3                | 2               | 4 (3)          | 25 (5)     | 6 (21)    |
| Imperi Otomà                    | 0           | 3               | 0                 | 0                | 2               | 0              | 8          | 0 (1)     |
| Total de les Potències Centrals | 18 (5)      | 40              | 5 (2)             | 12               | 10              | 40 (15)        | 166 (101)  | 33 (369)  |

## Els teatres d'operacions

### Mar del Nord
El mar del Nord va ser el principal teatre de la guerra naval en la Primera Guerra Mundial. Aquí es van enfrontar les forces navals més poderoses dels dos bàndols: la Grand Fleet britànica i la Hochseeflotte alemanya. Encara que en general s'havia format l'opinió comuna que les dues flotes s'enfrontarien en un gran combat frontal, tots dos comandaments van decidir adoptar una estratègia d'espera; es desafiaven entre si d'una manera indirecta i sense arriscar imprudentment el nucli principal de les seves respectives forces. La Royal Navy va imposar immediatament un estret bloqueig naval contra els ports alemanys; en el termini de sis mesos, 383 vaixells van ser capturats o enfonsats pels britànics, mentre que altres 788 es van veure obligats a refugiar-se en ports neutrals, privant a les Potències Centrals d'aproximadament el 61% de la seva flota mercant.

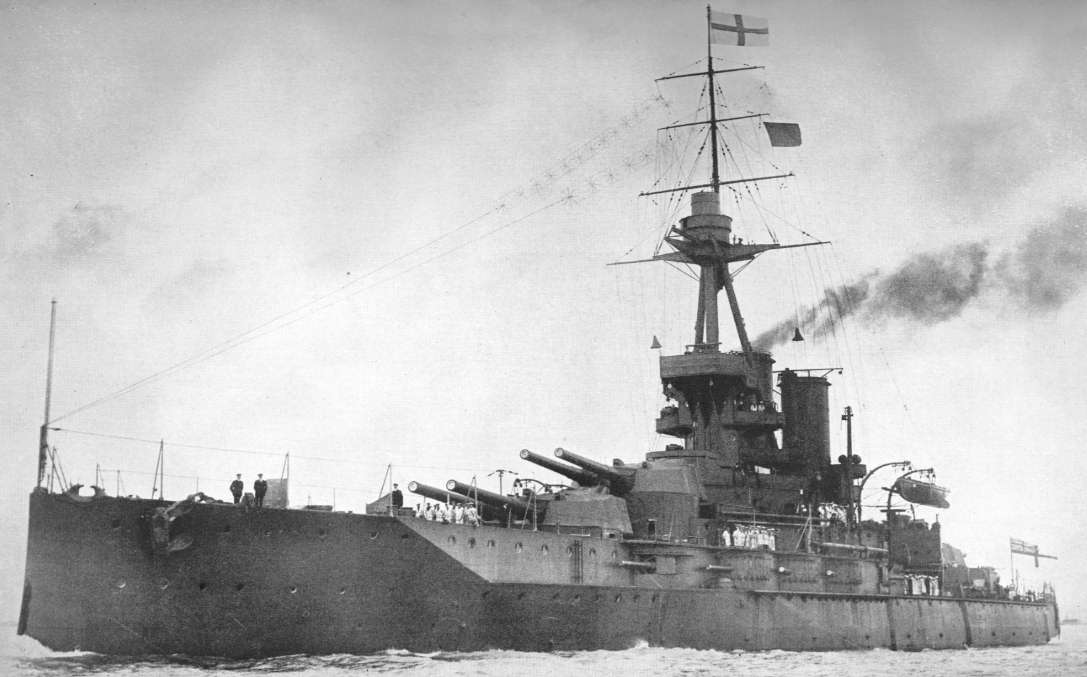
HMS Iron Duke, vaixell insígnia de la Grand Fleet

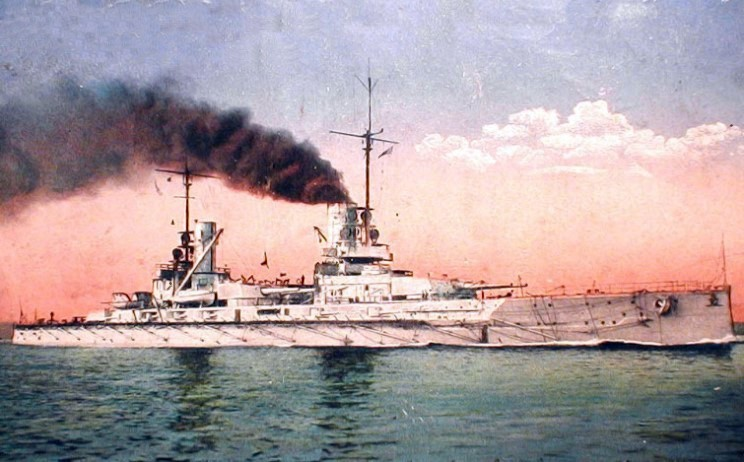
SMS Friedrich der Grosse, vaixell insígnia de l'Hochseeflotte

Durant els primers mesos de la guerra, ambdós bàndols es van dedicar a posar camps de mines per defensar les seves bases i obstaculitzar el trànsit mercant enemic a la conca. Les primeres baixes navals van ser causades principalment per les mines: el 6 d'agost de 1914, el creuer lleuger britànic HMS Amphion va colpejar una mina alemanya i es va enfonsar, portant-se amb ell la seva tripulació i els presoners alemanys del minador que havia col·locat la mina, 160 homes en total; el 27 d'octubre, el cuirassat HMS Audacious es va enfonsar després de colpejar una mina davant de la costa d'Irlanda. Les operacions de col·locació de mines i reconeixement en l'àrea, van provocar immediatament combats entre unitats lleugeres dels dos contendents: al 28 d'agost de 1914, una esquadra de creuers britànics van atacar a un grup de vaixells alemanys a la badia de Helgoland, enfonsant tres creuers lleugers enemics sense una pèrdua; però el 22 de setembre, en el curs d'una sola acció del submarí alemany U-9, va enfonsar en ràpida successió tres vells creuers cuirassats britànics davant de la costa holandesa.
L'esquadra de creuers de batalla alemanys de l'almirall Franz von Hipper, composta pels vaixells més moderns i ràpids a disposició de la Hochseeflotte, aviat es va involucrar en missions de bombardeig de la costa oriental d'Anglaterra, més aviat com una forma de pressió psicològica en lloc d'infringir danys materials: al 3 de novembre de 1914, els alemanys van bombardejar Yarmouth, perdent en el camí de tornada al creuer cuirassat SMS Yorck per l'impacte contra una mina; al 16 de desembre, els creuers de Hipper van bombardejar les ciutats de Scarborough, Hartlepool i Whitby, escapant de la reacció dels vaixells britànics. El 24 de gener de 1915, gràcies a la intercepció d'un missatge de ràdio alemanya, els creuers de batalla de l'almirall britànic David Beatty van ser capaços d'interceptar l'esquadra de Hipper abans que arribés a la vista de la costa anglesa; després d'un enfrontament prop de Banc Dogger, Hipper va ser capaç de retirar-se i tornar a la base, però va perdre el vell creuer SMS Blücher. Després d'aquesta acció, el Kaiser va prohibir que les unitats pesades de la Hochseeflotte anessin a alta mar sense la seva ordre específica.
Durant aproximadament un any i mig, la situació en la zona es va mantenir sense canvis, amb només enfrontaments esporàdics entre grups d'unitats lleugeres dels dos bàndols. Les coses van començar a canviar a principis de 1916, quan l'almirall Reinhard Scheer va ser posat al comandament de la Hochseeflotte i va advocar per una estratègia més agressiva; Scheer va projectar desgastar la Gran Fleet atraient a poc a poc els grups aïllats d'unitats britàniques enfront de la seva força principal de cuirassats, així com promoure un paper més agressiu per a la flota de submarins alemanya. El 24 d'abril de 1916, els creuers de Hipper van bombardejar Yarmouth i Lowestoft, mentre que els cuirassats de Scheer van donar suport l'acció, a l'espera que els britànics embarquessin destacaments per a caçar els vaixells alemanys implicats en l'atac; els dos grups oposats van passar a menys de 80 km l'un de l'altre, però no es va posar en contacte.

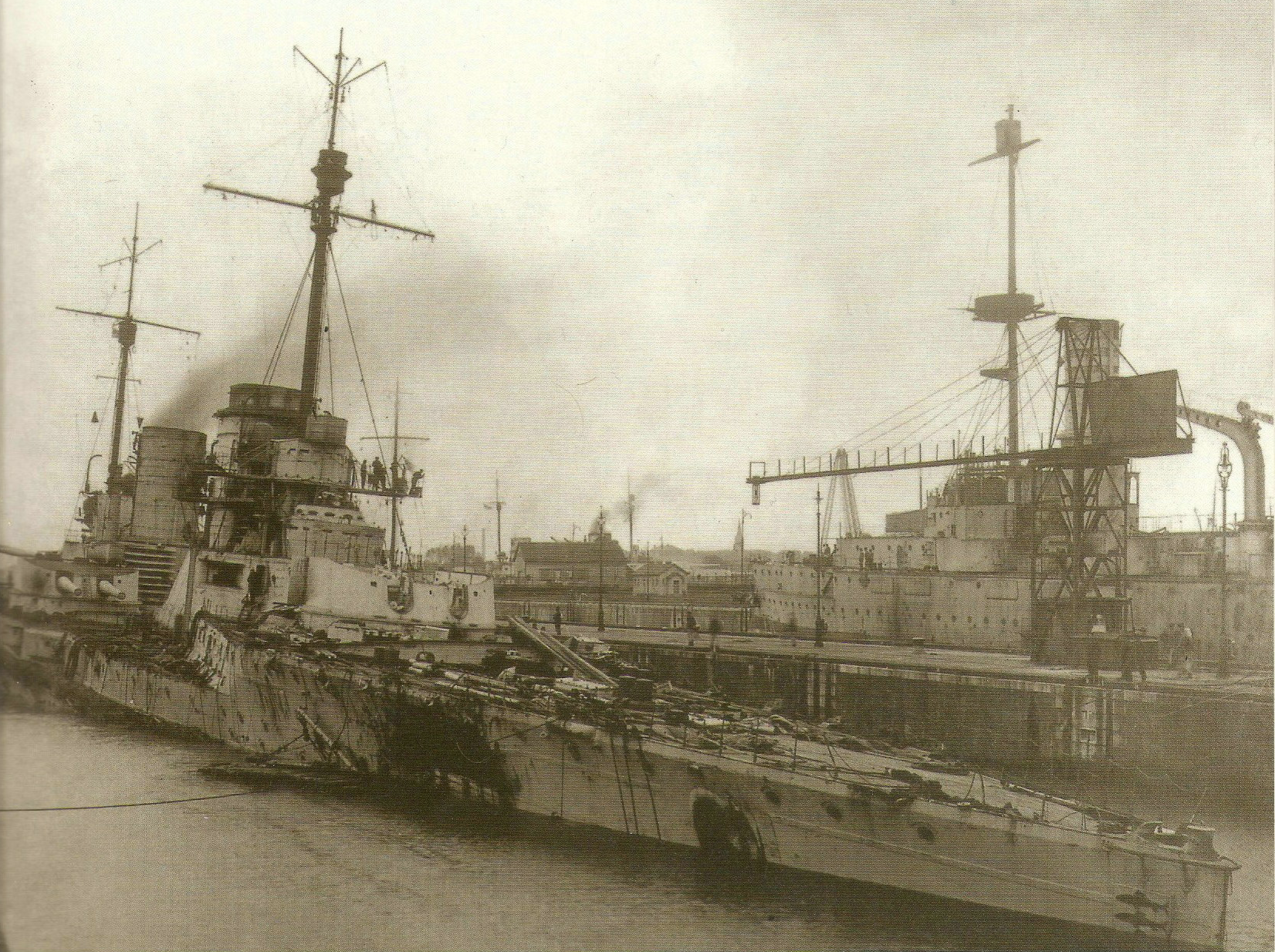
HMS Warspite danyat després de combatre en la batalla de Jutlàndia

Durant les primeres hores del 31 de maig de 1916, tota la Hochseeflotte alemanya va salpar a la mar en un intent d'interceptar les unitats aïllades britàniques al mar davant de la costa de Dinamarca; la intercepció de missatges de ràdio va permetre als britànics de conèixer de la sortida dels alemanys, i tota la Gran Fleet va salpar sota la direcció de l'almirall John Jellicoe.A la tarda del 31 de maig, les dues f lotes es van enfrontar a la costa de Jutlàndia. Després d'una primera lluita entre els creuers de batalla de Hipper i Beatty, els cossos centrals de les seves flotes van entrar en contacte. Els alemanys, superats en nombre, van intentar de tornar a la seva base, perseguits pels britànics; després d'una sèrie de maniobres complexes i gràcies a la foscor de la nit, Scheer va ser capaç de trencar el contacte i va portar la seva flota a la base. La batalla de Jutlandia, la major batalla naval de la guerra, va tenir un resultat controvertit: si els alemanys van infligir a l'enemic més pèrdues que ells (la Gran Fleet va perdre 3 creuers de batalla, 3 creuers cuirassats, 8 destructors i 6.945 homes, contra 1 creuer de batalla, 1 cuirassat pre-dreadnought, 4 creuers lleugers, 5 destructors i 3.058 homes de la part alemanya), l'acció no va posar en perill les operacions de la flota britànica en la zona, encara oponent considerablement més fort i completament capaç de mantenir el bloqueig naval d'Alemanya.
La manca de sortida per Jutlàndia va convèncer a Scheer de no arriscar més tota la Hochseeflotte en una sola acció: al 18 d'agost, l'almirall va salpar a la mar amb gairebé tota la flota per a una nova incursió a la costa anglesa, però l'albirament per part dels dirigibles alemanys d'una vasta formació britànica va convèncer a Scheer de portar els seus vaixells a la base sense que entressin en contacte amb l'enemic. Des de llavors i fins al final del conflicte, al mar del Nord es van dur a terme només accions a petita escala; l'última baralla que va veure vaixells grans va ocórrer el 17 de novembre de 1917, quan una formació britànica va atacar a una petita esquadra alemanya prop de Helgoland, però la batalla va resultar indecisa i banda i banda van informar només de danys lleugers.
La situació es va mantenir sense canvis fins a prop dels últims dies de la guerra, quan es va fer evident que la derrota d'Alemanya era només qüestió de temps. El 29 d'octubre de 1918 es va disposar la Hochseeflotte per preparar-se per una sortida al mar a la recerca de l'última batalla decisiva; les tripulacions dels vaixells, que tenien la moral i disciplina molt baixa després de dos anys d'inactivitat, es van amotinar i van prendre possessió de la flota, estenent la revolta a les bases navals de Kiel i Wilhelmshaven.
L'armistici de l'11 de novembre de 1918, formalment va posar fi a les hostilitats al mar del Nord.

### Canal de la Mànega
A l'esclat de les hostilitats, la Gran Bretanya tenia tropes al continent europeu, i el seu Cos Expedicionari (BEF), al comandament de Sir John French, encara no s'havia reunit, armat i enviat al front del canal de la Mànega.
El 12 d'agost, l'avantguarda de la força expedicionaria britànica va creuar el canal de la Mànega, escortada per 19 vaixells de guerra. En deu dies, 120.000 homes van desembarcar, sense patir baixes ni vaixells, sense que la Kaiserliche Marine obstaculitzés les operacions. El Ministeri de la marina alemanya estava segur de ser capaç de prevenir i impedir que els britànics arribessin als ports francesos i belgues, però quan els almiralls van comunicar al cap de l'Estat Major von Moltke que podien aturar a les tropes britàniques durant la travessia, ell es va oposar dient:
Tot i que el canal de la Mànega era vital per al BEF que lluitava a França, la Royal Navy no va enviar vaixells de guerra de grans dimensions al canal; l'Almirallat Britànic no tenia bases navals militars en la zona del canal. Per tant, la principal amenaça per als britànics consistia en la possibilitat de l'acció de les forces de la Hochseeflotte alemanya que, navegant des de Helgoland amb els seus 13 vaixells de guerra (a més de nombrosos creuers de batalla i centenars d'embarcacions més petites), podria destruir qualsevol vaixell dels Aliats que s'hagués aventurat al canal de la Mànega. La Hochseeflotte, de fet, seria contrarestada només per sis creuers lleugers, construïts en 1898-1899, massa antics per treballar juntament amb les noves unitats de més poténcia de la Gran Fleet de Scapa Flow.

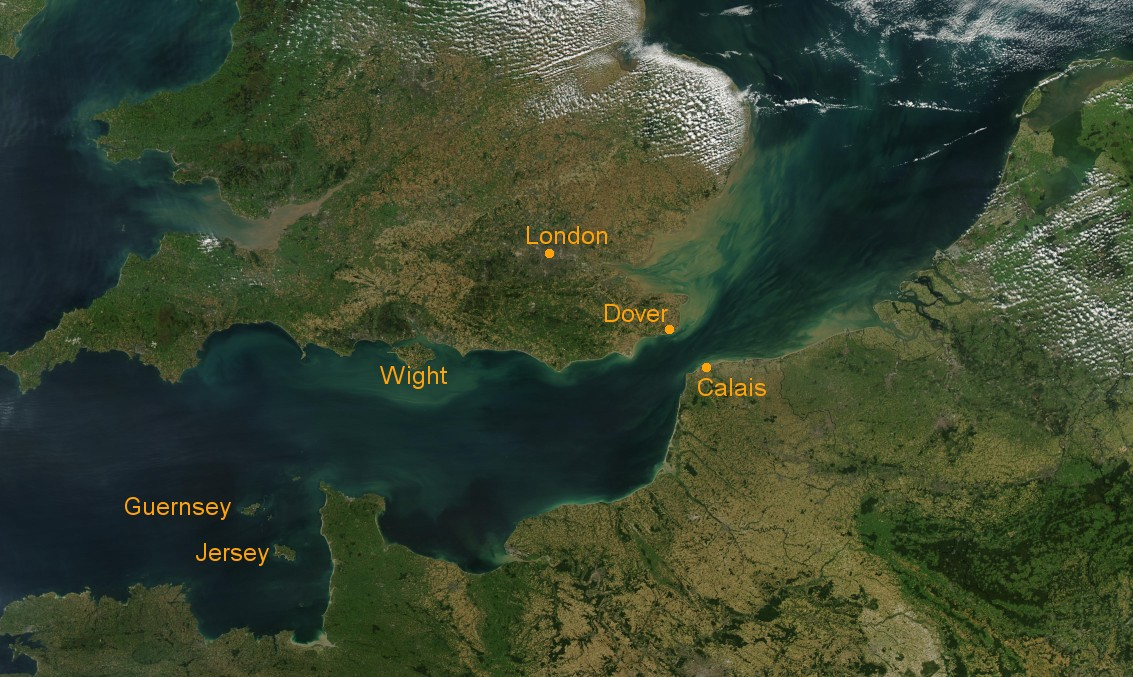
Vista de satèl·lit del canal de la Mànega

L'amenaça real representada pels U-Boot no va ser tinguda en consideració per l'Almirallat, que els considerava com un tipus d'arma ineficaç. No obstant això, s'ha de tenir en compte, que el mateix alt comandament alemany va considerar que els submarins eren «armes experimentals». Així, tot i que el canal de la Mànega que era l'artèria vital de comunicacions, mai va ser atacada directament per la marina alemanya. Cap al final de la guerra, la Royal Navy es va enfrontar al problema d'intervenir contra les accions de les unitats lleugeres i de submarins, que salpaven dels ports de la Bèlgica ocupada. Malgrat que els èxits de la marina britànica contra els submarins alemanys es van multiplicar, aquests es fabricaven a una velocitat igual a la dels que eren destruïts, i els seus atacs a les rutes de subministrament britànic a través del Canal representaven una amenaça constant per a les rutes de subministrament de la BEF que lluitava al continent.

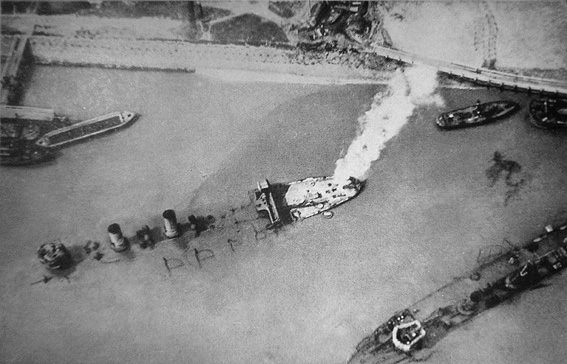
Les restes de dos creuers britànics enfonsats davant del port de Zeebrugge

Per llavors, estava programada l'arribada a l'estiu de molts soldats estatunidencs amb els seus subministraments, pel que es va planejar destruir «un dels amagatalls que utilitzaven els submarins enemics que amenaçaven les comunicacions amb els Aliats». Els atacs es van iniciar al final de la primavera del 1918. Al 23 d'abril de 1918, la Royal Navy va efectuar la primera incursió d'Oostende (part de l'operació ZO), per tal de bloquejar l'accés al port del mateix nom que era àmpliament utilitzat com a base pels U-Boot i vaixells lleugeres. Al mateix dia, el proper port de Zeebruge també va ser objecte d'un atac; els britànics van enfonsar tres dels seus vells creuers en el tram de mar davant de la base de submarins, però el bloqueig va durar només uns pocs dies, ja que els alemanys van remoure dos molls col·locats al costat del canal, creant així una apertura per als submarins durant la plenamar. En tres setmanes, els alemanys van aconseguir crear un desviament, reprenent així l'activitat dels submarins de patrullar el mar del Nord i els seus voltants. L'atac va ser un fracàs, però el públic britànic es va mostrar entusiasmat amb la incursió de Zeebrugge, per contra es va interessar menys per l'atac al canal d'Oostende, que conduïa a la base de submarins de Bruges. Tres setmanes després de la fallida, es va posar en marxa un segon atac que va tenir més èxit, amb l'enfonsament d'un vaixell a la desembocadura del canal, però no va poder barrar completament el pas.

### Oceà Atlàntic
Encara que s'havien utilitzat prèviament alguns exemplars rudimentaris en un conflicte, la Primera Guerra Mundial va ser la primera vegada que els submarins van ser utilitzats en massa contra unitats navals de superfície, i en particular contra el tràfic de vaixells mercants.

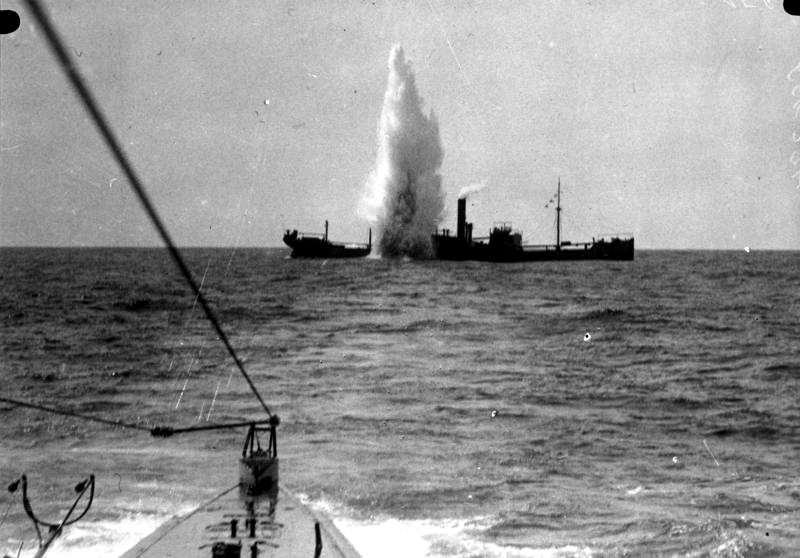
La guerra submarina es va convertir en la faceta més important de la guerra naval a la Primera Guerra Mundial. Enfonsament d'un vaixell mercant britànic pel submarí SM U-35 a l'abril de 1917

A l'esclat de la guerra, Alemanya posseïa, igual que totes les grans forces navals contemporànies, una petita flota de submarins, consistent en 28 unitats, el que inicialment s'havia previst utilitzar-los per a la col·locació de camps de mines en aigües territorials britàniques i per l'atac dels vaixells de guerra oponents. Al 4 de setembre de 1914, el SM U-21 va ser el primer submarí del conflicte que va tropedinar i enfonsar un vaixell de guerra, el creuer lleuger britànic HMS Pathfinder, mentre que l'1 de gener de 1915, el SM U-24 va ser el primer a enfonsar un cuirassat, el pre-dreadnought HMS Formidable. Encara que en els primers mesos de la guerra només s'havien enfonsat nou bucs (al cost de perdre cinc U-Boot), els atacs contra unitats militars enemigues es van revelar poc rendibles en general, tenint en compte l'augment de la velocitat de les unitats de superfície en comparació amb un submarí sota l'aigua.
El 20 d'octubre de 1914, davant de la costa de Noruega, el submarí alemany SM U-17 es va aturar, va cercar i va enfonsar el vaixell de vapor britànic Glitra, el primer vaixell mercant enfonsat per un submarí durant el conflicte. L'ús de submarins contra el tràfic mercant va ser avaluat de manera negativa pel Govern alemany. Els convenis internacionals en l'àmbit de la guerra naval permetien l'enfonsament d'unitats civils només després de ser aturades, inspeccionades per determinar la naturalesa de la seva càrrega i concedir temps a la tripulació per arribar a un lloc segur amb els bots salvavides. Totes aquestes operacions són perilloses per a un submarí, lent, poc armat i sense blindatge i, per tant, era vulnerable a l'atac amb qualsevol peça d'artilleria instal·lada en el mateix vaixell mercant, al qual calia afegir la reacció d'altres unitats enemigues de la zona avisades per senyals de ràdio. A més, les autoritats alemanyes es van mostrar reticents a emprendre una àmplia campanya submarina intensificada contra el tràfic naval, per por de perdre la simpatia de les nacions neutrals, en particular la dels Estats Units.

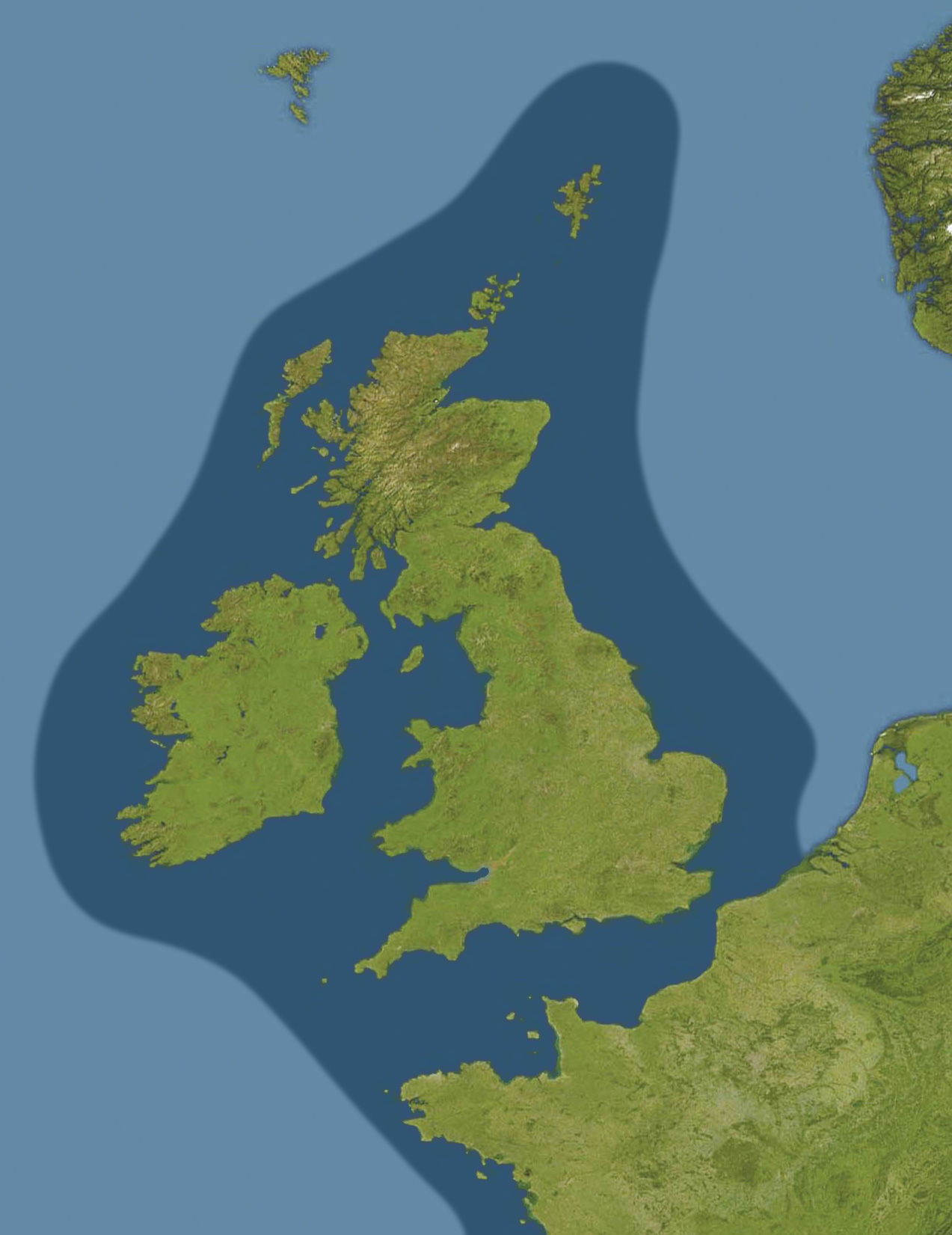
En fosc, les zones marítimes declarades per Alemanya com a zona de guerra submarina a ultrança, el febrer de 1917

Va ser només a principis de 1915, davant la perspectiva d'un conflicte llarg, que el govern alemany va abandonar moltes de les restriccions sobre l'ús d'armes submarines. El 4 de febrer de 1915, les aigües al voltant de les Illes Britàniques van ser declarades zones de guerra submarina a ultrança, on tots els vaixells mercants que es dirigien a ports enemics podrien ser enfonsats pels submarins sense previ avís. Si en els sis primers mesos de la guerra els submarins havien enfonsat un total de 43.550 tones brutes de vaixells mercants, entre el 18 de febrer i el 30 d'abril, la xifra va ser de 105.000 t, arribant a un total de 748.000 t al llarg de 1915. El 7 de maig de, 1915, el submarí SM U-20 va torpedinar i enfonsar sense avisar el transatlàntic RMS Lusitania davant de la costa sud d'Irlanda; 1.201 passatgers van morir, els quals 128 eren ciutadans estatunidencs. Aquest i altres incidents similars que es van cobrar la vida dels ciutadans estatunidencs va empènyer al govern dels Estats Units a enviar una forta protesta a Berlín, amenaçant la interrupció dels contactes diplomàtics. El 24 de març de 1916, després que alguns ciutadans estatunidencs haguessin gairebé mort en l'enfonsament d'un vaixell que es dirigia a Sussex pel canal de la Mànega, el canceller Theobald von Bethmann-Hollweg, d'acord amb el Kaiser, va ordenar a l'armada alemanya a abandonar la campanya d'atacs indiscriminats i seguir estrictament les normes dels convenis internacionals.
Al 25 d'abril de 1916, Reinhard Scheer va ordenar a la major part dels submarins de l'Atlàntic que anessin cap a la mar del Nord per tornar a utilitzar-los contra els vaixells de guerra. Entre l'agost de 1914 i maig de 1916, 34 submarins van ser enfonsats en combat, però van ser compensat en gran manera per les 100 noves unitats que van entrar al servei en el mateix període.

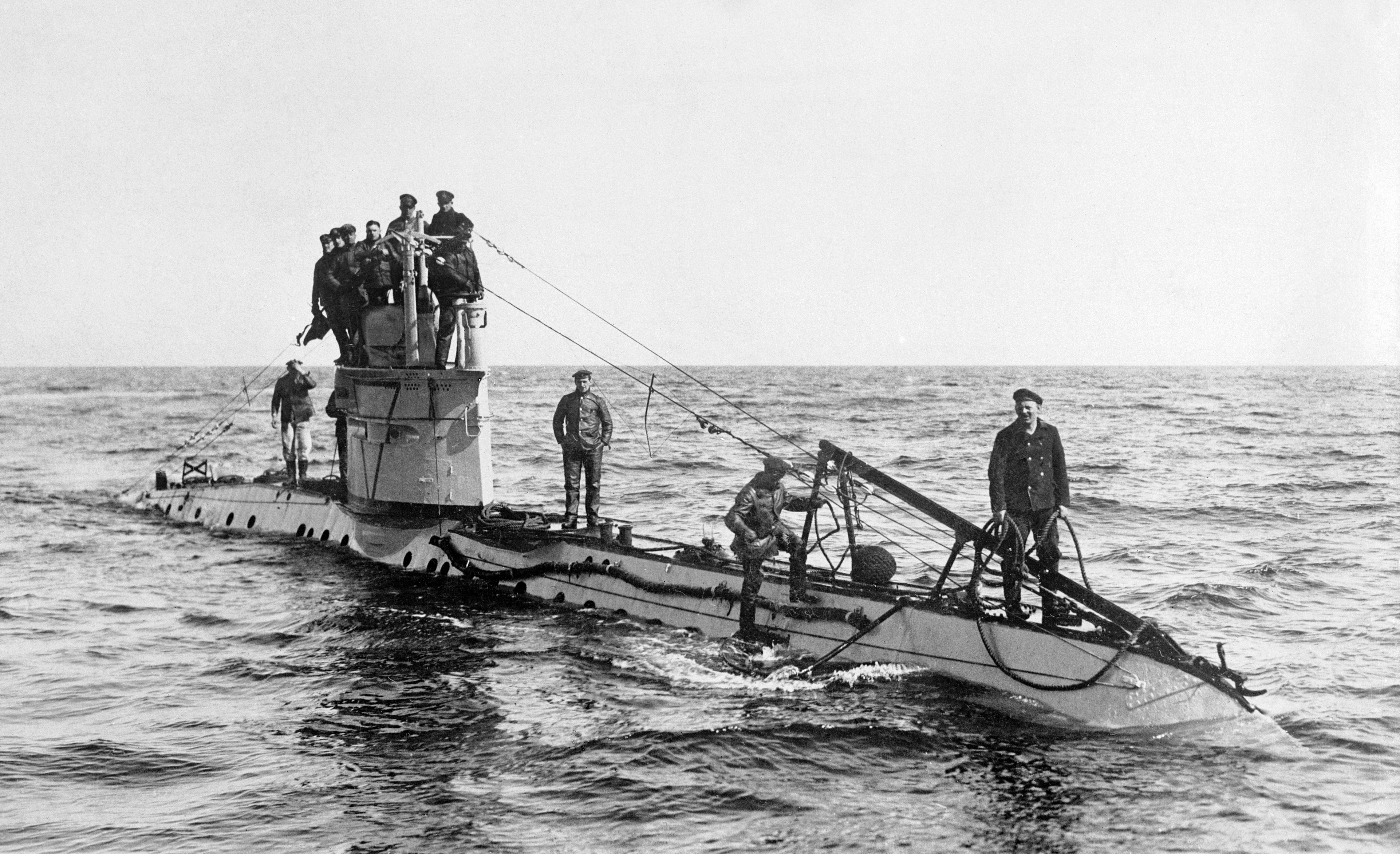
Submarí alemany UC-1 utilitzat en la guerra submarina a ultrança, 1915-1918

El fracàs sofert en la batalla de Jutlandia i els efectes greus causats pel bloqueig dels Aliats va convèncer el govern alemany de reconsiderar la seva posició sobre l'ús de l'arma submarina. El 6 d'octubre de 1916, es va autoritzar una nova campanya a gran escala, però sempre seguint les normes internacionals; en quatre mesos, els submarins van enfonsar 516 vaixells mercants (1.388.000 t) al preu de només 8 pèrdues, causant greus dificultats al tràfic mercant dels Aliats. Per abandonar qualsevol dubte posterior, a l'1 de febrer de 1917 es va anunciar una nova campanya submarina sense restriccions en les aigües britàniques; entre febrer i juny de 1917, els submarins van aconseguir la xifra de 3.844.000 t de vaixells enfonsats, encara que aquesta nova campanya va ser el pretext final per a l'entrada en la guerra dels Estats Units en el costat de l'Entesa al 6 d'abril de 1917. Si la campanya submarina alemanya va tan eficaç, va ser degut a la gran quantitat de submarins utilitzats (al febrer de 1917 estaven operatius 152 U-Boot), i per la nova ruta seguida per arribar a les aigües de l'Atlàntic; en lloc de passar pel nord d'Escòcia, com feien durant els primers dies del conflicte, els submarins alemanys escurçaven la ruta passant per l'estret de Calais, on els camps de mines i les barreres preparades pels britànics havien demostrat ser ineficaços. La campanya alemanya va fer caure les importacions britàniques fins al punt que el país va estar a prop del col·lapse.

Els Aliats van reaccionar amb diverses formes d'atacar els submarins. En general, es van adoptar les càrregues de profunditat al començament de la guerra i es van introduir equips per a la detecció de submarins submergits, com l'hidròfon i els primers exemples rudimentaris de sonar. Alguns vaixells mercants es van transformar en Q-ship, amb l'aparença d'un vaixell mercant normal però amb peces d'artilleria ocults, per induir al submarí a emergir i entaular una batalla de superfície.

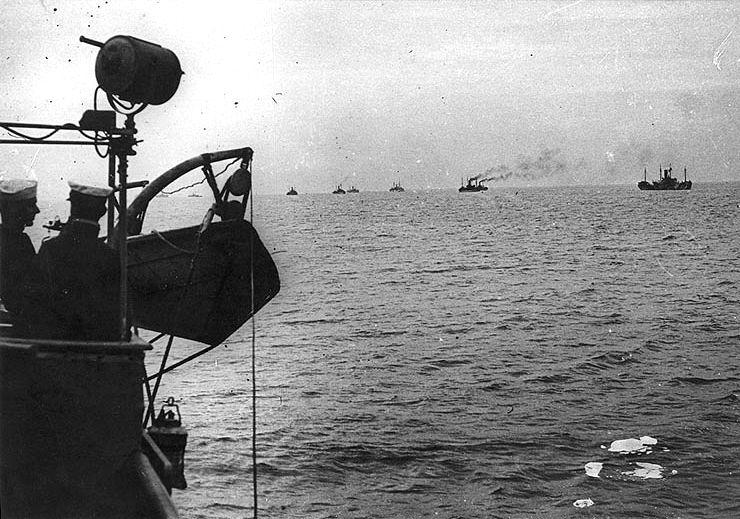
Un comboi transatlàntic que s'aproxima a Brest. Fotografia feta a bord de l'USS Rambler a l'1 de novembre de 1918

La mesura que millor va permetre als Aliats superar l'amenaça submarina va ser l'adopció de la tàctica dels combois navals. Els vaixell mercants ja no navegaven de forma independent, sinó junts en formació i escortats per vaixells de guerra (i, cap al final el conflicte, fins i tot per unitats aèries i dirigibles). Encara que la idea havia estat proposada des del començament de la guerra, el comandament de la Royal Navy sempre es va oposar, ja que no volia dispersar un gran nombre d'unitats d'escorta per a defensar els vaixell mercants i preferia usar els seus vaixells per caçar directament als U-Boot . Només davant de les elevades pèrdues de vaixells mercants i de la pressió del govern dels Estats Units, l'Almirallat britànic es va convècer d'adoptar les noves tàctiques. El juliol del 1916 va ser adoptat per primera vegada el sistema de combois escortats en la ruta per Hoek van Holland, i el gener de 1917 en la ruta dels països escandinaus. El primer comboi atlàntic va partir des de Gibraltar el 10 de maig de 1917, que va arribar a la seva destinació sense pèrdues. El 24 de maig va salpar dels Estats Units el primer comboi transatlàntic, que va arribar a la Gran Bretanya el 10 de juny després d'haver perdut només una sola nau. La disposició dels combois navals va reduir dràsticament l'èxit dels submarins, mentre que l'enfortiment dels mitjans ofensius dels vaixells d'escorta va augmentar el nombre de pèrdues; entre l'agost de 1917 i gener de 1918, el nombre de submarins enfonsats va superar per la primera vegada els construïts, 46 a 42. Els alemanys van reaccionar mitjançant la introducció en servei dels grans U-Boot Tipus U 151 i U-Boot Tipus U 139, amb autonomia suficient per arribar fins al davant de la costa d'Amèrica, però al març de 1918, els britànics van millorar les barreres de l'estret de Dover, evitant que els submarins accedissin a l'Atlàntic per la ruta més curta. Els submarins van continuar lluitant fins al final de les hostilitats, però sempre amb menor èxit; a l'octubre de 1918, el 90% del tràfic de mercaderies directe al Regne Unit viatjava en el comboi, i al llarg de tot el 1918 només es van enfonsar 134 vaixells mercants que viatjaven amb escorta.
Dels 375 submarins que van entrar en servei durant el conflicte, 204 van ser enfonsats en combat.

### Mar Mediterrània
Durant la Primera Guerra Mundial, la mar Mediterrània va ser l'escenari d'un llarg enfrontament que va implicar la marina aliada de França, Gran Bretanya, Itàlia i Japó contra la k.u.k. Kriegsmarine austrohongaresa, la Kaiserliche Marine alemanya i l'Osmanlı Donanması otomana.
L'avantatge de la marina aliada va ser immediatament òbvia, igual que amb el bloqueig del canal d'Òtranto i el bloqueig de les bases alemanyes i otomanes de la mar Egea que van embotellar respectivament les flotes d'Àustria-Hongria i Alemanya a la mar Adriàtica i l'Egea, permetent que els combois dels Aliats poguessin navegar més o menys lliurement per la Mediterrània, connectant Europa amb les colònies africanes, possibilitat que Alemanya va quedar exclosa.

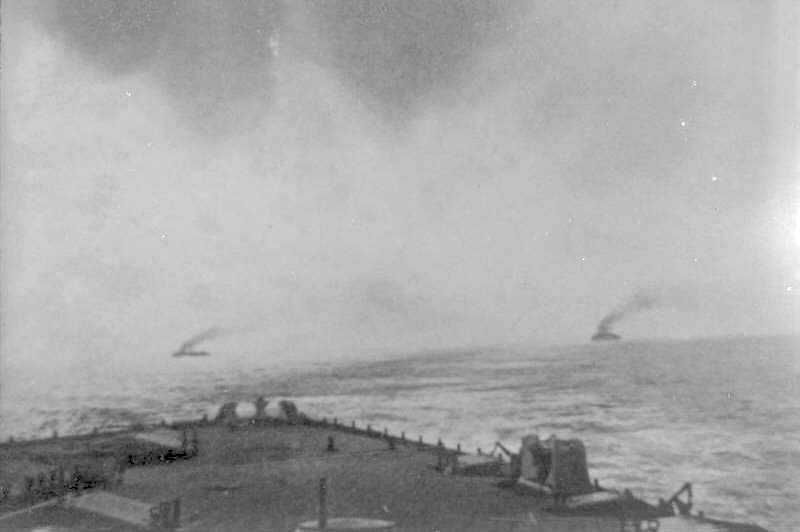
Fotografia presa des d'un vaixell britànic durant la cacera de SMS Goeben i SMS Breslau, visibles al fons

Les principals accions de les Potències Centrals es van concentrar principalment en la mar Negra contra la flota russa. En aquest sentit, ens trobem amb l'intent dels Aliats de forçar els Dardanels en 1915 durant la Campanya dels Dardanels, a fi d'obrir l'únic passatge a la mar Negra i, per tant, ajudar els aliats russos, en aquest moment en grans dificultats. Posteriorment, la guerra a la Mediterrània es va dur a terme gairebé íntegrament per accions dels submarins austrohongaresos-alemanys, en un intent de forçar els bloquejos.
Segons l'acord naval entre les nacions de la Triple Aliança de 1913, la flota alemanya havia d'impedir el retorn cap a Europa de les tropes franceses desplegades en les possessions africanes. D'acord amb els plans originals, el comandant Souchon, ja de camí cap a la costa d'Àfrica, va aplicar el pla d'acció i, el 4 d'agost, va obrir foc amb el SMS Goeben i el SMS Breslau, respectivament, contra els ports de Philippeville i Bônea. Però les unitats van ser interceptades per unitats britàniques i es va iniciar una persecució contra les unitats alemanyes, que van haver de fugir cap a l'estret dels Dardanels. A l'arribar a la boca de l'estret, els dos vaixells alemanys van demanar permís per entrar en aigües otomanes. Enver Pasha, ministre de la guerra otomà, conscient que el deixar passar als vaixells alemanys pels Dardanels seria un acte hostil contra el Regne Unit i que hauria empès a l'Imperi Otomà a aliar-se amb Alemanya, va donar el seu assentiment a l'entrada a l'estret dels dos vaixells alemanys. Per no perjudicar la neutralitat otomana, els dos vaixells van ser cedits a l'armada otomana junt amb la seva tripulació. Per això ja no van seguir els actes hostils contra ells, i els dos vaixells van ancorar al port d'Istanbul.

#### Les operacions en l'Adriàtica
Tot i ser membre de la Triple Aliança, Itàlia es va mantenir neutral en l'inici del conflicte, alhora que ficava en crisi les estratègies d'Àustria-Hongria i Alemanya a la Mediterrània. En terra, Alemanya no podia comptar amb les tropes italianes, i per mar els austrohongaresos no podien fer front a la flota francesa. Amb la marina alemanya compromesa al nord, Itàlia va entrar en la guerra del costat dels Aliats, i la flota austrohongaresa de cop i volta es va trobar sola davant de les forces navals dels Aliats i, per tant, va decidir tancar-se dins dels seus ports, reduint el front marítim només a la costa est de l'Adriàtica fins a la seva sortida al canal d'Òtranto.

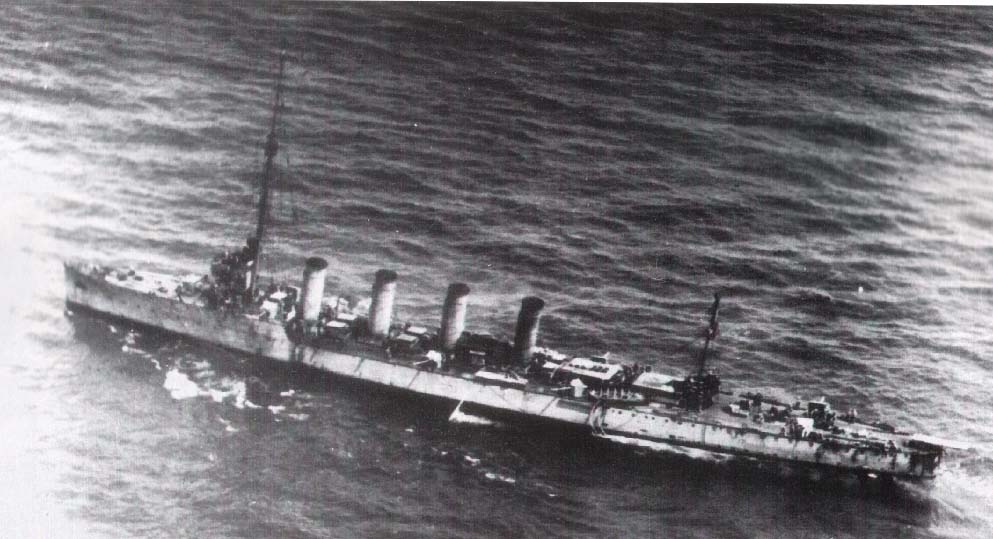
El SMS Novara, un dels vaixells austrohongaresos que van participar en la batalla del canal d'Òtranto

A l'inici de les hostilitats, la flota d'Àustria-Hongria era quantitativament menor que la Royal Navy, però podria beneficiar-se d'un avantatge estratègic derivat de la diferent conformació de la costa de l'Adriàtica, en les dues costes. Les opcions estratègiques del comandant de la flota austrohongaresa es van basar exclusivament en aquest factor de potència, que per a Itàlia constituïa viceversa una posició de greu de vulnerabilitat, incloent la insuficiència de les defenses costaneres.
Una de les primeres tasques que l'armada italiana que va haver de fer front va ser el rescat de l'exèrcit serbi després de la seva retidada a causa de la invasió de Sèrbia per les tropes austrohongareses. Durant les operacions van ser transportats uns 155.000 homes de la costa albanesa i grega (especialment de Corfú) fins a la costa italiana, majoritàriament soldats amb una bona quantitat d'armes. Gràcies a aquesta operació, les tropes sèrbies van ser utilitzats més endavant en el front de Salònica. La flota austrohongaresa no va interferir en aquesta operació, vista la inferioritat neta de les forces. L'11 de juliol de 1915, els italians van enviar les forces de desembarcament, sota el comandament del llavors tinent de navili Alberto Da Zara, a l'illa adriàtica de Palagruža amb la missió d'ocupar-la. L'objectiu de l'acció era implanta un lloc d'observació a l'illa per controlar el trànsit enemic. Passada la sorpresa inicial, l'armada austrohongaresa va iniciar una sèrie d'accions navals amb la intenció de desallotjar el petit destacament. L'illa va ser bombardejada en diverses ocasions, tant per mar i com per aire. Sobre Palagruža van girar totes les operacions navals de l'època de l'Adriàtica. Els italians i francesos mantenien sempre un submarí a l'aguait prop de l'illa. El destacament de l'illa va resistir enèrgicament tots els atacs. L'atac naval del 28 de juliol va ser particularment violent. A principis d'agost es van enviar reforços, però un últim atac austrohongarès, el 17 d'agost, va induir a l'Estat Major italià a retirar el petit destacament després de poc més d'un mes d'ocupació.
Les operacions a l'Adriàtica van ser els episodis més destacats en els intents dels austrohongaresos per trencar el bloqueig del canal d' Òtranto creat pels Aliats després de l'entrada en la guerra. Al març de 1915, els alemanys van decidir enviar un quants submarins als austrohongaresos, que per la seva banda els van oferir les bases de Pula i Kotor. Un d'aquests submarins, l'U-26 (el SM U-14 alemany amb bandera austrohongaresa) va enfonsar el creuer italià Amalfi després de la ruptura d'hostilitats entre Itàlia i Àustria-Hongria, però abans de la declaració de guerra entre Itàlia i Alemanya. L'Armada Imperial va ser més feble en termes de cuirassats, però comptava amb quatre vaixells moderns de la classe Tegetthoff que es van oposar als dos italians de la classe Caio Duilio i tres a la classe Conte di Cavour. La flota austrohongaresa no tenia cap esperança de guanyar en un combat directe, donada la disparitat dels creuers i unitats d'escorta, però malgrat això van efectuar diverses accions contra la costa italiana, com el bombardeig d'Ancona i dos intents de forçar el bloqueig d'Òtranto. Els intents de forçar el canal van obligar els Aliats a respondre amb la ràpida reacció de les forces navals estacionades en Bríndisi i Vlorë; Itàlia havia establert una base naval a l'illa de Sazan, i es va establir a Bríndisi una força naval de creuers britànics i destructors francesos. Inicialment, en l'alt Adriàtic, la Regia Marina va mantenir una presència d'unitats pesades, com el creuer cuirassat Amalfi i diversos torpediners, però després de l'enfonsament de l'Amalfi en les primeres etapes de la guerra, la presència es va reduir només a MAS i submarins, concentrant totes les unitats pesades entre Brindisi i Tàrent.

Cadena Galle

La guerra es va dur a terme a través del sabotatge, i com a tal va ser classificat l'enfonsament del Leonardo da Vinci es va dur a terme al port de Tàrent el 2 d'agost de 1916; no obstant això, s'ha possat en dubte aquesta hipòtesi, no comprovada. Els italians van recórrer a l'assalt especial, atacant a palpentes per a tantejar els ports del seu rival; els primers intents es van dur a terme contra la base de Pula. En 1917 es va presentar un projecte de llanxa ràpida (un MAS especial) capaç de superar obstacles similars als del canal de Fažana, amb dues cadenes Galle a les que es van afegir ganxos que s'aferraven a l'obstacle i empenyien la llanxa cap endavant, permetent la superació dels obstacles. Els mitjans li van ficar el malnom de «vaixell saltador», i es van construir quatre a l'Arsenal de Venècia, anomenats Cavalletta (llagosta), Pulce (puça), Grillo (grill) i Locusta (llagosta), però les diferents accions, entre abril i maig de 1918, no van tenir èxit.

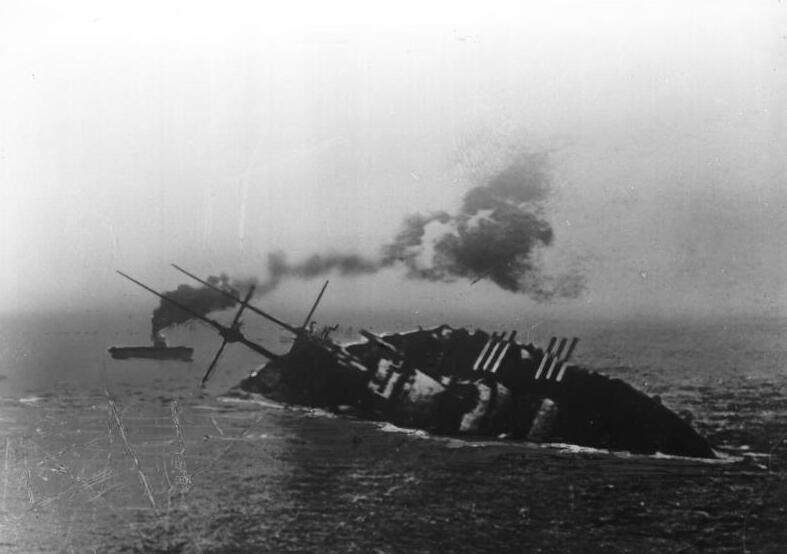
L'enfonsament del SMS Szent István, després de l'acció dels MAS italians durant la batalla de Premuda

Altres accions importants es van efectuar amb MAS, com les que van enfonsar dos cuirassats: el SMS Wien al 9 de desembre de 1917, i el SMS Szent István en la batalla de Premuda. En el primer episodi, el MAS 9, comandat pel capità de corbeta Luigi Rizzo, va penetrar a la vall de Muggia i va llançar una salva de torpedes que van enfonsar el SMS Wien i quasi enfonsa el SMS Budapest, però els torpedes van impactar contra el moll. En la segona acció, durant una missió de reconeixement i de dragatge en l'alt Adriàtic, els MAS 15 i 21, comandats per Luigi Rizzo i el guardiamarina Giuseppe Aonzo, es van trobar amb una força naval austrohongaresa, formada pels cuirassats SMS Szent István i SMS Tegetthoff, escortat per alguns destructors. Els dos MAS es van dirigir ràpidament cap al centre de la formació austrohongaresa, van apuntar als dos cuirassats i els van llençar dos torpedes cadascú. Els dos torpedes del MAS 21 van colpejar al SMS Tegetthoff però no van esclatar, mentre que els torpedes de Rizzo van colpejar el SMS Szent István que va bolcar abans d'enfonsar-se.

#### La campanya dels Dardanels

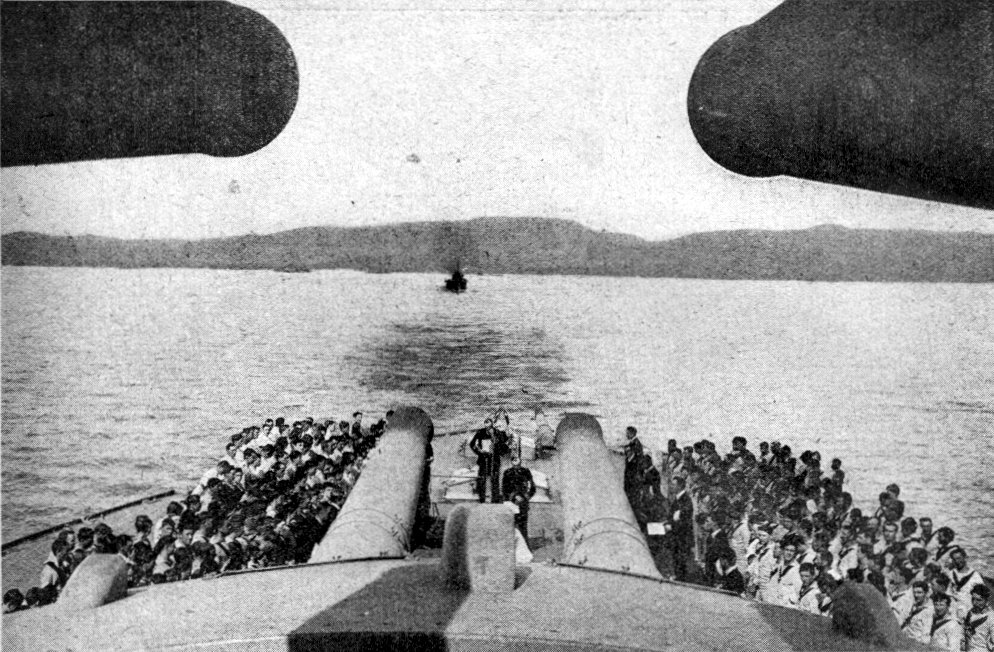
Servei religiós a bord del HMS Queen Elizabeth abans de l'inici de les operacions en els Dardanels

En el front oriental, el 1915 els exèrcits russos estaven en una gran dificultat, empesos per les forces otomanes més enllà de les fronteres que Rússia havia guanyat a l'Imperi Otomà amb el tractat de San Stefano de 1878. El tsar Nicolau II va recórrer llavors a la Gran Bretanya perquè fes una acció contra l'Imperi Otomant per a obligar-la a retirar part de les seves tropes de l'est. Els britànics, davant el suggeriment de Lord Horatio Kitchener i amb el suport de Winston Churchill, van proposar atacar les fortificacions costaneres otomanes dels Dardanels. Els arguments a favor de l'acció en els Dardanels també eren molt convincents; els vaixells de guerra britànics i francesos a l'Egea podrien reagrupar-se sense el risc de ser atacats, i en cas de necessitat estarien a disposició de les tropes australianes destinades al front occidental ja en el camí cap a Egipte sense reclamar les tropes occidentals. Atès que el comandament britànic va pensar que podria assolir una victòria ràpida, i el 19 de febrer de 1915 els primers vaixells de guerra britànics van començar a bombardejar els forts otomans com a part de les accions preliminars planificades pel desembarcament previst a continuació.

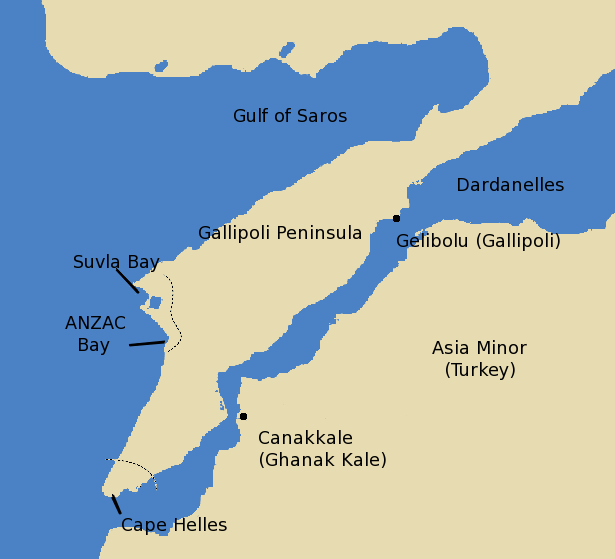
La península de Gal·lípoli, les zones de desembarcament i el límit d'avenç de les tropes aliades

La campanya naval dels Dardanels va començar el 18 de març amb la participació de sis cuirassats britànics i quatre francesos. La majoria dels forts de l'entrada de l'estret estaven fora de combat pels bombardejos anteriors i es va controlar els camps de mines que van ser neutralitzades en menys de tres hores; la llarga filera de mines col·locades a l'entrada dels Dardanels van ser desminada pels cuirassats mentre avançaven gradualment. Però per complicar plans, una llanxa otomana va col·locar unes vint mines en paral·lel a la riba dreta uns deu dies abans; tres dels deu cuirassats es van enfonsar i un quart va patir danys importants. En el primer dia de l'atac naval, les mines otomanes van enfonsar el vaixell francès Bouvet i els britànics HMS Irresistible i HMS Ocean, danyant greument el creuer de batalla HMS Inflexible i els cuirassats francesos Suffren i Gaulois. Malgrat aquestes pèrdues, l'acció va ser un èxit, pel què el comandament britànic, en lloc de tantejar el terreny amb un nou atac naval, va decidir avançar el desembarcament per atacar els forts encara en peu. Kitchener, molt confiat, va decidir iniciar el desembarcament però no va portar els resultats desitjats, de manera que l'expedició va ser un desastre per a Gran Bretanya. La força expedicionària britànica (FEB) i el cos d'exèrcit d'Austràlia i Nova Zelanda (ANZAC), van patir grans pèrdues.

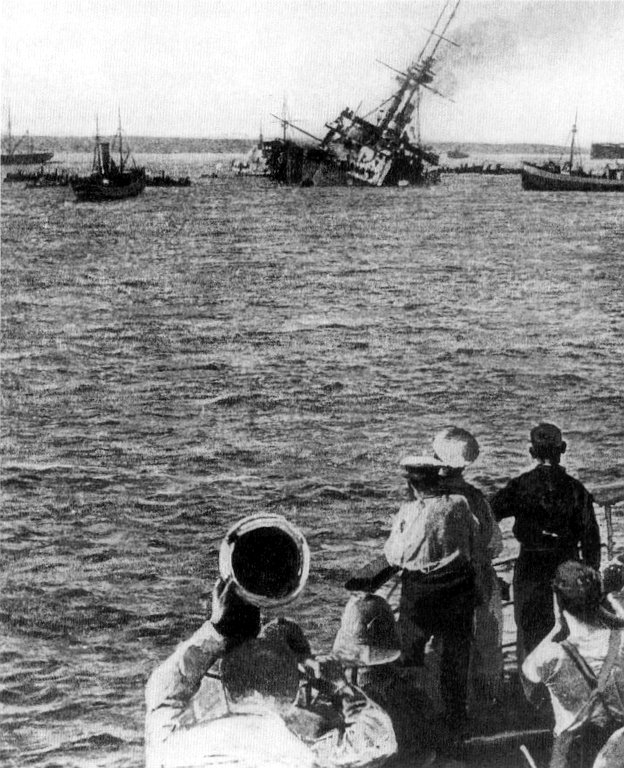
El HMS Majestic colpejat pels torpedes del SM U-21 al Cap Helles, 27 de maig de 1915

Per la seva banda, l'esforç otomà va ser gran i va ser recolzat per Alemanya a través de la presència massiva dels seus assessors militars, però la victòria va fer emergir als militars com la columna vertebral del que seria la Turquia laica després de la caiguda de l'Imperi Otomà, sota la direcció del general Mustafa Kemal, que es va distingir en la lluita terrestre i que fins i tot va dirigir personalment algunes operacions al camp, fets que va atreure l'atenció tant dels seus compatriotes con dels seus aliats alemanys.
A banda i banda es va fer ús dels submarins. Els Aliats els van utilitzar per bloquejar el mar de Màrmara (tot i la pèrdua de vuit vaixells) enfonsant entre abril de 1915 i gener de 1916 dos cuirassats obsolets, un destructor, cinc canoneres i nou vaixells de transport, set vaixells de transport i gairebé 200 petites embarcacions.
La flota otomana tenia en la seva força els antics vaixells alemanys Yavuz (abans HMS Goeben) i Midilli (abans HMS Breslau), que afortunadament havien arribat a Istanbul en ser perseguits per una força de creuers britànics, i que s'havien incorporat a la flota otomana mantenint la seva tripulació alemanya. El 25 d'abril de 1915, el mateix dia del desembarcament a Gallípoli, uns vaixells russos van aparèixer al Bòsfor i van bombardejar els forts a l'entrada de l'estret. Dos dies després, el Yavuz es van dirigir cap al sud per bombardejar a les tropes dels Aliats a Gallipoli, escortat pel pre-dreadnought Turgut Reis (abans SMS Weissenburg) de la classe Brandenburg. Els dos vaixells van ser albirats al capvespre, des d'un globus captiu, mentre s'alineaven. Quan la primera salva del canó de 380 mm del HMS Queen Elizabeth va colpejar l'aigua prop de la seva ubicació, el Yavuz es va moure cap a prop dels penya-segats, on no podia ser assolit pel foc enemic. El 30 d'abril, el Yavuz va intentar de nou la missió de bombardeig, però va ser descobert pel pre-dreadnought HMS Lord Nelson, que estava als Dardanels per bombardejar al comandament turc instal·lat en Çanakkale El vaixell britànic va ser capaç de llançar només cinc obusos abans que el Yavuz sortís del seu abast. Des del punt de vista naval, no hi va haver més enfrontaments directes addicionals entre les forces de superfície dels dos bándols abans de la retirada de les forces del desembarcament dels Aliats.
El 20 de gener de 1918, el Yavuz i el Midilli, sempre amb tripulació alemanya, van deixar els Dardanels sota el nou comandament del vicealmirall Rebeur-Paschwitz. La intenció era atraure les forces navals Aliades lluny de Palestina perquè no s'oposessin contra les forces otomanes de la zona. Al sortir fora de l'estret,  el Yavuz va sorprendre i atacar a una petita esquadra britànica, privada de la protecció d'unitats pesades, enfonsant als monitor HMS Raglan i HMS M28 que s'havien refugiat a la badia per no poder escapar a causa de la seva baixa velocitat. Rebeur-Paschwitz va decidir llavors traslladar-se al port de Moudros, en l'illa de Lemnos, on el pre-dreadnought britànic HMS Agamemnon estava ficant pressió a les calderes per enfrontar-se als vaixells otomans. Al seu pas, el Midilli va colpejar algunes mines i es va enfonsar; el Yavuz va colpejar tres mines i es va encallar prop de la costa per evitar l'enfonsament. Llavors el vaixell encallat va ser atacat per la Royal Naval Air Service (l'aviació naval britànica) i pel monitor HMS M17, sense tenir èxit. El submarí HMS E14 va ser enviat per destruir la nau danyada, però ja va ser massa tard; el vell cuirassat Turgut Reis havia remolcat el Yavuz a Istanbul. El Yavuz va ser incapacitat per l'extensió dels danys; les reparacions van durar entre el 7 d'agost fins al19 d'octubre.
A partir d'aquí, ja no hi va haver cap més operació important a la zona fins al final de les hostilitats.

### Mar Bàltica

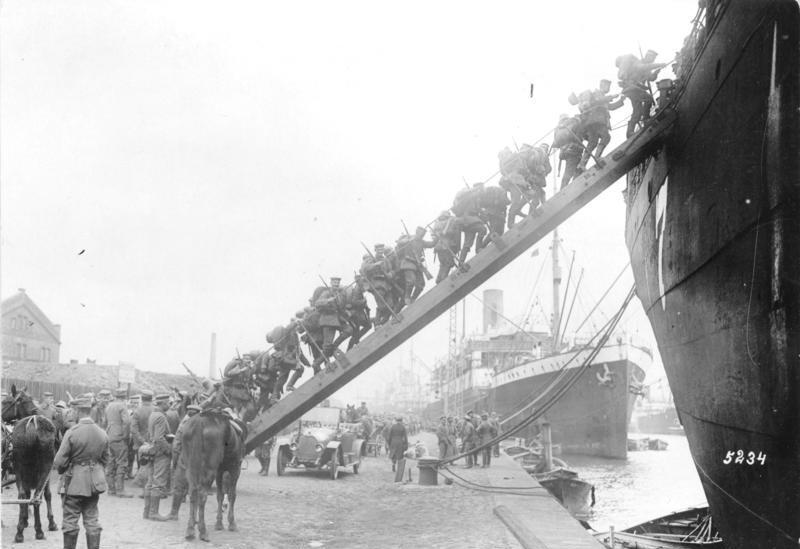
Tropes alemanyes encarregades d'ocupar l'illa de Saaremaa (Operació Albió), pujant a bord d'un vaixell de vapor, octubre de 1917

Tant Rússia com Alemanya van adoptar una estratègia en gran manera defensiva en les estretes aigües de la mar Bàltica: si la Flota del Bàltic russa era superada numèricament i qualitativament per la flota alemanya, aquesta tenia com la seva tasca principal competir primer i confrontar-se després contra la Royal Navy a la mar del Nord, i només va poder assignar unes poques unitats en les aigües de la Bàltica. A més, tots dos bàndols van dedicar principalment a la col·locació de grans barreres de mines marines i atacs ràpids amb forces lleugeres a les costes enemigues, per tal de bombardejar les bases navals i per donar suport a les operacions de les tropes terrestres. El Regne Unit va proporcionar suport al seu aliat mitjançant l'enviament d'una petita flotilla de submarins en les aigües de la Bàltica, amb base en Tallinn i després en Hèlsinki. Aquest submarins britànics van ser molt actius en la interrupció de trànsit comercial d'Alemanya a la conca, en contrast amb els pocs submarins russos que treballaven sota severes restriccions, per evitar la fricció amb la neutral però filoalemanya Suècia.
Les hostilitats van començar immediatament després de la declaració de guerra, amb les incursions d'esquadres de creuers lleugers contra els seus respectius ports principals. Durant una d'aquestes operacions, la batalla d'Odensholm al 26 d'agost de 1914, el creuer alemany SMS Magdeburg va acabar encallat prop de l'illa d'Osmussaar, a l'entrada del golf de Finlàndia, i va haver de ser enfonsat per la seva tripulació. Aquest esdeveniment, aparentment menor, va resultar ser un gran èxit per a les forces dels Aliats. De fet, durant la inspecció de les restes del naufragi, els russos es van trobar tres còpies del llibre del codi secret de l'armada alemanya; una d'aquestes còpies es va enviar immediatament a l'oficina de codificació de almirallat britànic (Room 40), que a partir de llavors sempre va ser capaç de desxifrar les comunicacions codificades de ràdio de la Kaiserliche Marine.
L'alt comandament rus va resultar sempre molt cautelós en l'ús de les seves unitats principals, destinandes principalment a la defensa dels golfs de Riga i, especialment, de Finlàndia, per tal de protegir la capital tsarista de Sant Petersburg. En canvi, l'esquadra de creuers de batalla alemanys van ser utilitzats ocasionalment en les aigües de la Bàltica, en particular per donar suport als intents de forçar les defenses russes davant Riga. Entre el 8 i 19 d'agost 1915, amb una gran esquadra alemanya formada per vuit cuirassats i el creuer de batalla SMS Moltke van tractar de forçar l'estret d'Irbe, entre Curlàndia i l'illa de Saaremaa, donant lloc a la batalla del golf de Riga; dos intents separats per dragar el canal de mines van ser rebutjats pel foc de bateries russes terrestres i el cuirassat Slava, obligant a l'esquadra alemanya a retirar-se després de patir danys lleus.

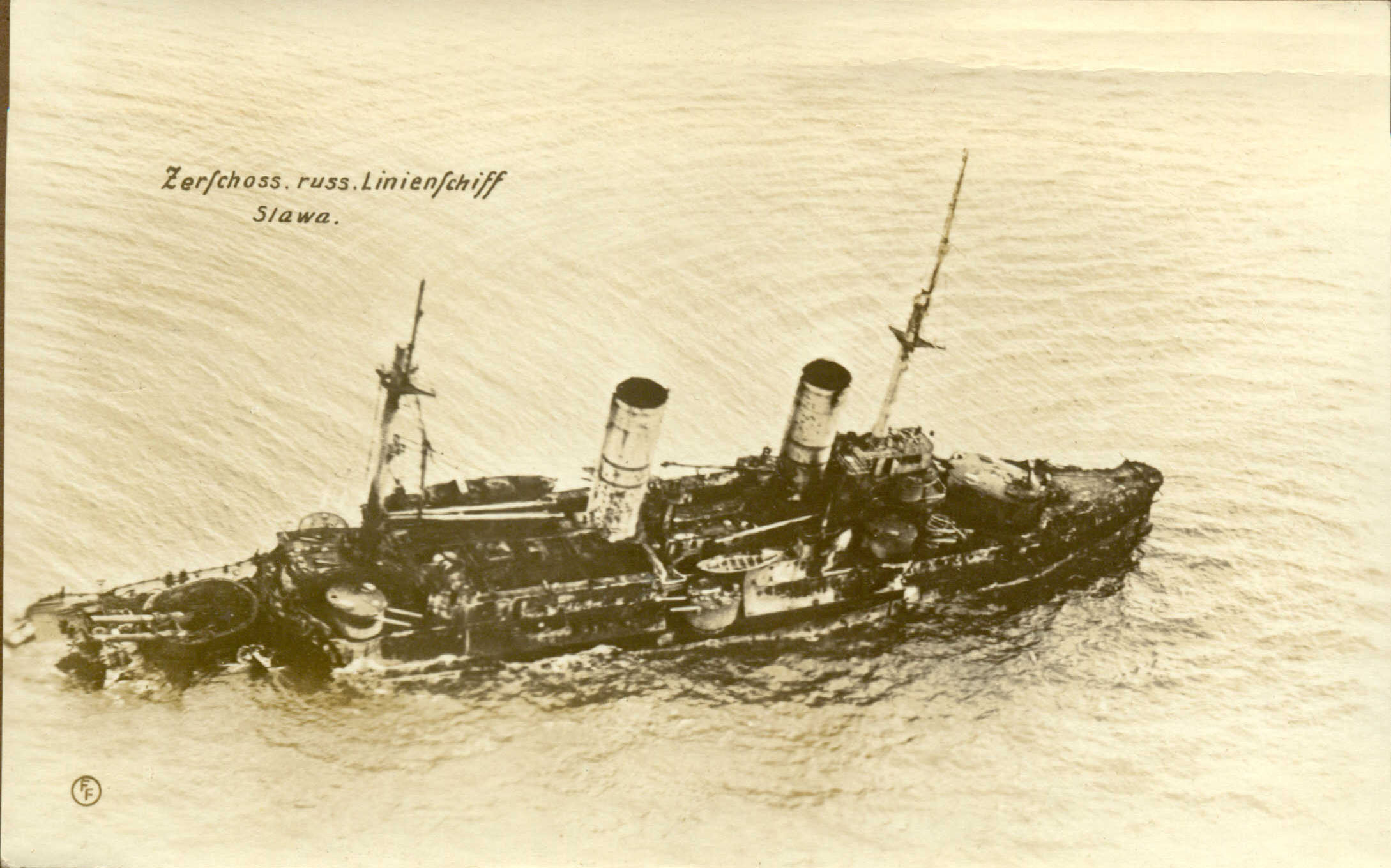
El destructor rus Slava enfonsant-se al final de la batalla de Muhu, 1917

La revolució de febrer de 1917 va portar greus danys a la moral i la cohesió de la tripulació de la flota russa, que a poc a poc va perdre gran part del seu potencial militar. Aprofitant la situació, la marina alemanya va decidir fer un nou intent de forçar el Golf de Riga; l'11 d'octubre de 1917 va ser posat en marxa l'operació d'Albió, i un contingent exèrcit alemany massivament recolzat pels cuirassats de l'Hochseeflotte van desembarcar a les illes de Saaremaa, Hiiumaa i Muhu, per tal de neutralitzar les bateries costaneres russen i per permetre el dragatge dels camps de mines. L'operació va ser un èxit, i els cuirassats alemanys van ser capaços de penetrar en el golf per fer front als vaixells russos; el 17 d'octubre, les dues flotes es van enfrontar en la batalla de l'estret de Muhu, que va acabar amb la retirada de les forces russes que va perdre en el combat el cuirassat Slava. Amb la retirada russa del Golf de Riga van cessar les operacions bèl·liques en la conca.
Al 3 de març de 1918, el Tractat de Brest-Litovsk entre les Potències Centrals i el nou govern bolxevic va posar fi a les hostilitats en el front oriental; en una de les últimes operacions militars al mar Bàltica, a l'abril de 1918, un contingent alemany (Ostsee-Division) va desembarcar a Hèlsinki per a donar suport a la guàrdia blanca finlandesa, que participeva en una cruenta guerra civil contra els bolxevics locals.

### Mar Negra
L'arribada del SMS Goeben i el SMS Breslau a Istanbul va ser molt important en la decisió otomana per entrar la guerra al costat d' Alemanya. Les hostilitats a la mar Negra es van iniciar a l'alba del 29 d'octubre de 1914 quan, sense una declaració de guerra, la flota otomana va atacar les principals bases russes de la conca: dos destructors van bombardejar Odessa on es va enfonsar una canonera, i el SMS Breslau i el creuer Hamidiye van bombardejar Feodòssia i Novorossiïsk, mentre que el SMS Goeben van obrir foc contra Sebastòpol, on va enfonsar un vaixell minador però va tornar lleugerament danyat per les bateries costaneres. No obstant això, els atacs van causar poc dany als russos i la Flota del Mar Negre ja es va ficar en moviment a la tarda del 29 d'octubre davant del Bòsfor. L'equilibri de poder entre els dos contendents eren particular: si el SMS Goeben era individualment més fort i més ràpid cada un dels vells vaixells russos, la Flota del Mar Negre mantenia una superioritat numèrica i qualitativa considerable sobre la resta de l'esquadra otomana, amb unes poques unitats realment eficients; en vista d'això, la conducta russa a la mar Negra va ser molt més agressiva que la tinguda a la Bàltica.

Ja a principis de novembre de 1914, la flota russa es va traslladar al complet a la costa de Turquia, per tal d'establir els camps de mines enfront del Bòsfor i per atacar el tràfic mercant entre els ports de Trebisonda i Zonguldak, la principal via de subministrament dels exèrcits otomans que lluitaven al front del Caucas. 

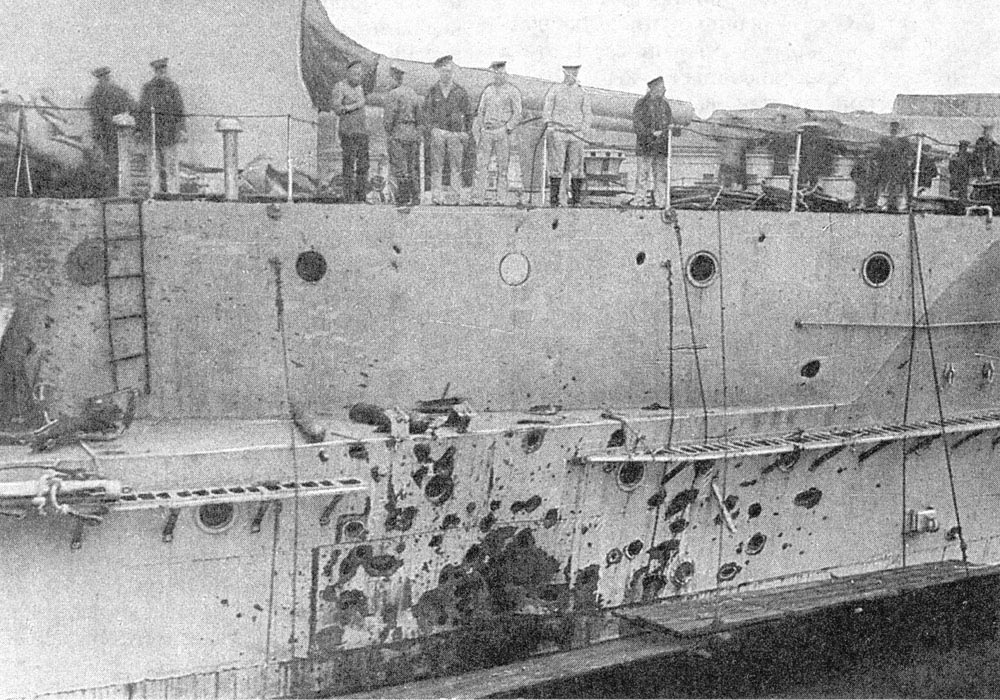
El cuirassat Evstafi danyat en la batalla del cap Sarych

Al 18 de novembre, després de tornar d'una missió de bombardeig costaner, una esquadra russa de cuirassats va ensopegar amb el SMS Goeben i el SMS Breslau prop del cap Sarych, l'extrem sud de la península de Crimea. En el curs d'un enfrontament enmig de la boira, el SMS Goeben va encertar quatre impactes sobre el vaixell insígnia rus, el cuirassat Evstafi, però el vaixell alemany va ser danyat per un obús de gran calibre disparat per la nau enemiga i va optar per trencar el contacte i retirar-se. El xoc va convèncer els alemanys i als otomans a comprometre amb cura el SMS Goeben, per no exposar-lo a riscos no calculats per por de perdre l'únic avantatge que tenien sobre els russos. El 26 de desembre, el SMS Goeben va ser colpejat per dues mines al davant d'Istanbul, patint un dany considerable i agreujat per la falta de drassanes modernes on efectuar les reparacions necessàries. Aprofitant la inactivitat del SMS Goeben, a partir dels primers mesos de 1915, la flota russa va dur a terme diversos atacs al llarg de la costa nord d'Anatòlia, destacant també el cuirassat Rostislav a Batum per donar suport a les operacions militars al front del Caucas.
La Flota del Mar Negre també va ser activa en el suport a la campanya franc-britànica en els Dardanels, bombardejant en repetides ocasions a les posicions otomanes al Bòsfor.

Al 3 d'abril de 1915, l'armada otomana va patir un cop dur en perdre una de les seves poques grans unitats eficients, el creuer protegit Mecidiye, a causa d'un impacte contra una mina al davant d'Odessa. La situació de les Potències Centrals es va agreujar a finals d'any, quan van entrar en servei dos nous cuirassats russos tipus dreadnought, l'Imperatritsa Mariya i l'Imperatritsa Ekaterina Velikaya, garantint a la Flota del Mar Negre una clara superioritat sobre l'oponent.

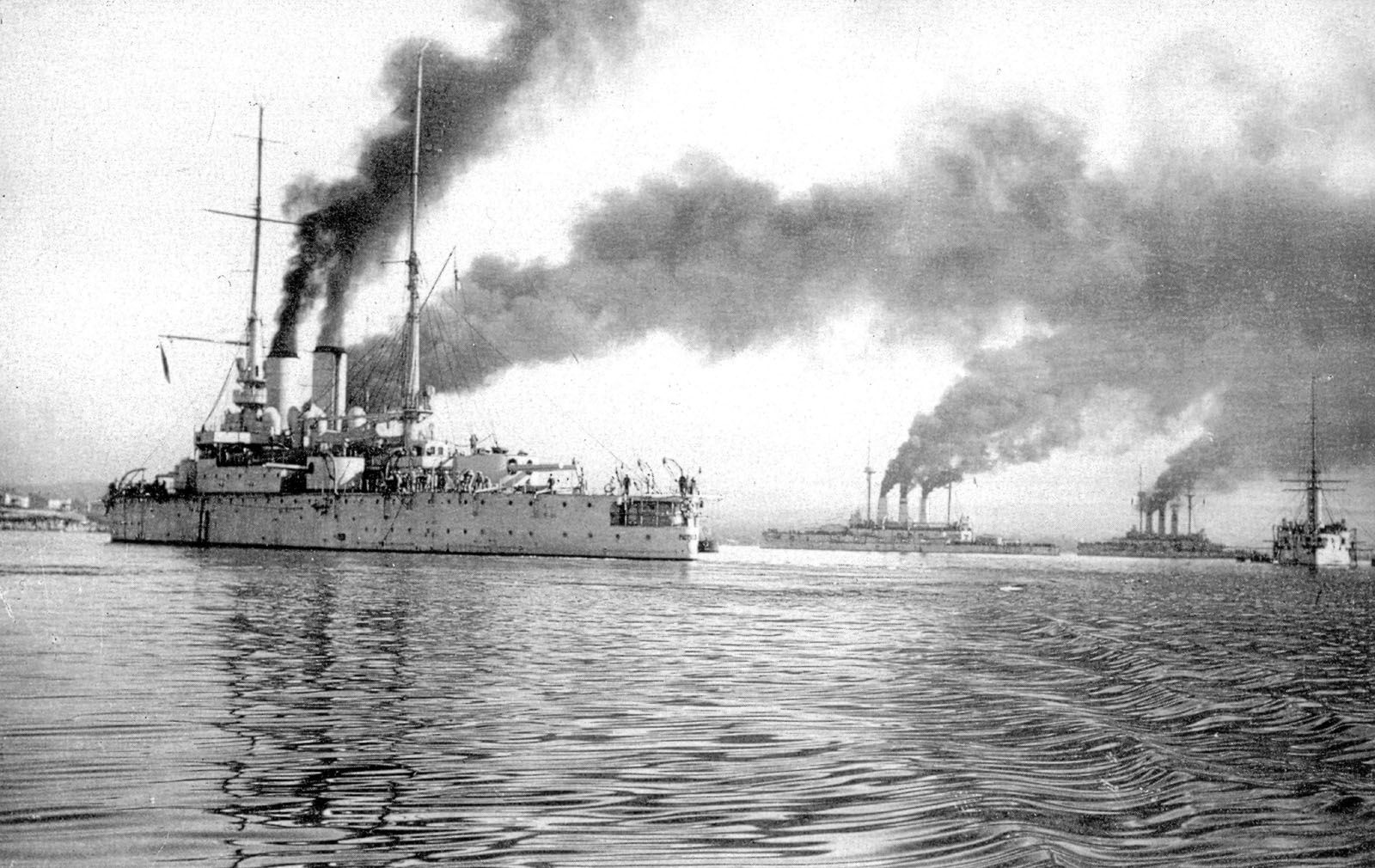
La Flota del Mar Negre russa navegant davant de Sebastòpol

A principis de 1916, la Flota del Mar Negre va intervenir massivament en suport de l'exèrcit rus en el front del Caucas, bombardejant en repetides ocasions les posicions otomanes gairebé sense trobar oposició per part de les unitats enemigues. La flota també va dur a terme una sèrie d'operacions de desembarcament amb èxit al llarg de la costa d'Anatòlia, cooperant en accions importants en l'ofensiva d'Erzurum i en la batalla de Trebisonda, entre febrer i abril.
A finals de 1916, la flota russa havia adquirit el control de la mar Negra, enfrontant-se només a un grapat de submarins alemanys basats en Varna i a les sortides ocasionals del SMS Goeben. Però el 20 d'octubre, la Flota del Mar Negre va patir un cop dur quan el cuirassat Imperatritsa Mariya va explotar mentre estava ancorat en Sebastòpol, probablement a causa d'un accident. La revolució de febrer de 1917 no va perjudicar el control rus sobre la mar Negra, tot i que la Flota del Mar Negre va començar a sofrir el primer enfonsament moral de les seves tripulacions. Al 23 de juny de 1917 es va produir l'enfrontament final en aquest mar quan el cuirassat Imperatritsa Ekaterina Velikaya va posar en fugida al SMS Breslau al davant de l'illa de les Serps, abans que una treva tàcita va posar fi a aquestes operacions a l'octubre.
Les hostilitats van arribar a la seva fi amb el Tractat de Brest-Litovsk, del 3 de març de 1918, i els alemanys van dur a terme l'ocupació de Crimea. El Imperatritsa Ekaterina Velikaya i el nou cuirassat Imperator Aleksandr III (reanomenat respectivament Svobodnaya Rossiya i Volia) van abandonar la seva base, deixant la resta de la flota als alemanys, però durant el viatge la tripulació ucraïnesa del Imperator Aleksandr III es va amotinar i va portar el vaixell de nou al port.
Els esdevediments de les unitats supervivents de la Flota del Mar Negre es van fusionar posteriorment amb els de la guerra civil russa.

### Altres teatres
A l'inici de la guerra havia un cert nombre de naus alemanyes lluny de la pàtria, estant, per tant, en condicions d'emprendre accions pertorbadores i atacar el comerç enemic, sovint mal defensat.

Ruta i combats de lOstasiengeschwader alemany, 1914–1915

En l'oceà Pacífic estava el dislocat Ostasiengeschwader (esquadró d'Àsia Oriental) de l'almirall Maximilian von Spee, format per dos creuers cuirassats i quatre creuers lleugers estacionats habitualment en la colònia de Tsingtao, en Xina. Quan va esclatar la guerra, l'esquadró es va concentrar prop de l'illa de Pohnpei, i després va iniciar una llarga travessia cap a l'est de l'oceà Pacífic, bombardejant el port de Papeete, en la Polinèsia Francesa, el 22 de setembre de 1914. Després d'arribar a les aigües sud-americanes, l'1 de novembre de 1914 les unitats de von Spee es van enfrontar contra una esquadra britànica en la costa xilena en la batalla de Coronel, on els britànics van patir una clara derrota, la primera en la mar des del final de les Guerres Napoleòniques, perdent dos creuers obsolets i un vaixell de vapor armat; degut a un error de valoració de l'almirall Craddock, que va deixar darrere un pre-dreadnought, el Canopus, a causa de la seva velocitat més baixa, es va enfrontar als més moderns vaixells alemanys que tenien un major avantatge sobre els britànics. El fracàs va portar a l'Almirallat britànic a enviar un gran nombre d'unitats a Amèrica del Sud, incloent dos creuers de batalla moderns. El 8 de desembre de 1914, l'esquadra de von Spee equip es va enfrontar amb els britànics en la batalla de les Malvines, que va acaba gairebé completament destruïda.L'únic supervivent entre els vaixells alemanys, el creuer lleuger SMS Dresden, es va refugiar a les aigües neutrals de Xile, només per ser enfonsat pels britànics en la batalla de Más a Tierra, el 14 de març de 1915, amb les protestes alemanyes posteriors sobre la violació de la neutralitat xilena.

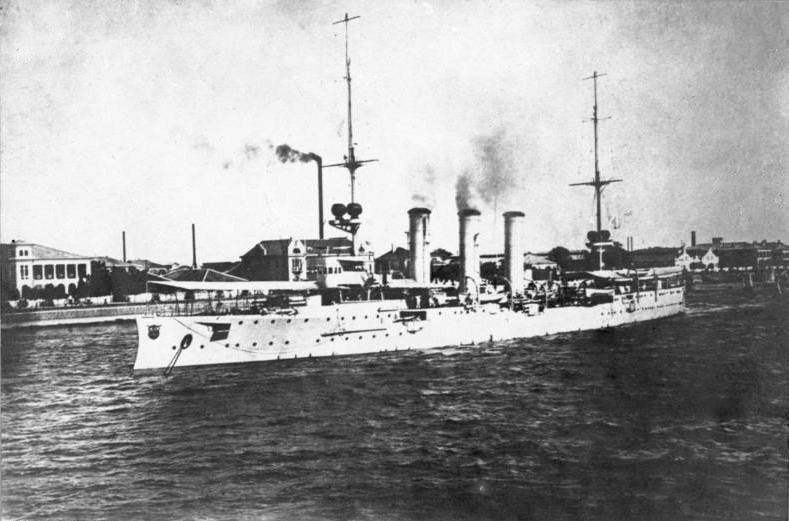
El creuer lleuger SMS Emden, autor de fructífers atacs corsaris en l'oceà Índic

Altres unitats operaven de forma individual: 
- el creuer lleuger SMS Emden es va separar de l'esquadró de von Spee per atacar el trànsit mercant a l'oceà Índic. Va bombardejar els ports de Madràs (vegeu Bombardeig de Madràs, 22 de setembre de 1914) i Penang (vegeu Bombardeig de Penang, 29 octubre 1914), i va enfonsar un total de 23 vaixells dels Aliats, incloent un creuer rus i un destructor francès.[82] El 9 de novembre de 1914, el SMS Emden va ser interceptat davant de les illes Cocos pel creuer australià HMAS Sydney, i va ser enfonsat després d'un dur combat en la batalla de les illes Cocos.

- el creuer lleuger SMS Königsberg va operar al llarg de la costa d'Àfrica Oriental Alemanya, atacant el port de Zanzíbar (vegeu Batalla de Zanzíbar, 20 de setembre de 1914) on es va enfonsar un vell creuer protegit britànic. Atrapat pels britànics al delta del riu Rufiji, el vaixell va ser enfonsat finalment l'11 de juliol de 1915 durant la batalla del delta del Rufiji.[83]

- un altre creuer lleuger, el SMS Karlsruhe, es trobava al Carib en el moment de la ruptura d'hostilitats. El vaixell va operar immediatament contra el tràfic mercant enemic, enfonsant a 17 vaixells mercants. Però el 4 novembre 1914 va explotar i es va enfonsar a 200 milles a l'est de Trinitat, per una detonació accidental en el seu magatzem de municions.[84]

La destrucció de l'esquadra de von Spee va deixar a les disperses colònies alemanyes del Pacífic pràcticament sense protecció: 
- el 30 agost 1914, amb el suport de la flota australiana, els soldats de Nova Zelanda van ocupar Samoa, i al setembre els australians van capturar la Nova Guinea Alemanya.

- la base naval de Tsingtao va ser col·locada en estat de setge per un contingent japonès, amb el suport massiu de la Dai-Nippon Teikoku Kaigun (Marina Imperial Japonesa). Al port només havien el vell creuer austrohongarès SMS Kaiserin Elisabeth, quatre canoneres i el torpediner S-90, que al 17 d'agost de 1914 va aconseguir enfonsar amb un torpede al creuer japonés Takachiho.[85] Sense cap mena de suport, la guarnició de la fortalesa d'Alemanya va capitular finalment el 7 de novembre.

- les colònies alemanyes restants en les Illes Carolines, Marshall i Mariannes van ser ocupades per la marina japonesa a finals del mes d'octubre de 1914.

També van tenir lloc operacions navals peculiars a les aigües dels grans llacs de l'Àfrica sud-oriental, com a part de la campanya de l'Àfrica Oriental Alemanya. Si les poques unitats alemanyes van ser ràpidament neutralitzades pels nombrosos vaixells dels Aliats en els llacs Victòria i Niassa, va ser la lluita més llarga en el llac Tanganyika (vegeu Batalla del llac Tanganyika) on un grapat de petits vaixells de guerra i vaixells mercants armats, sota el comandament del capità Gustav Zimmer, va ser capaços de dominar en el llarg llag contra les unitats limitades disponibles per a les autoritats del Congo belga; els britànics van reaccionar enviant al llac un grup de vaixells armats desmuntables, que després d'un llarg viatge a través dels rius i els boscos del Congo van arribar al llac i van poder destruir les unitats alemanyes a finals de maig de 1916.

## L'aviació naval

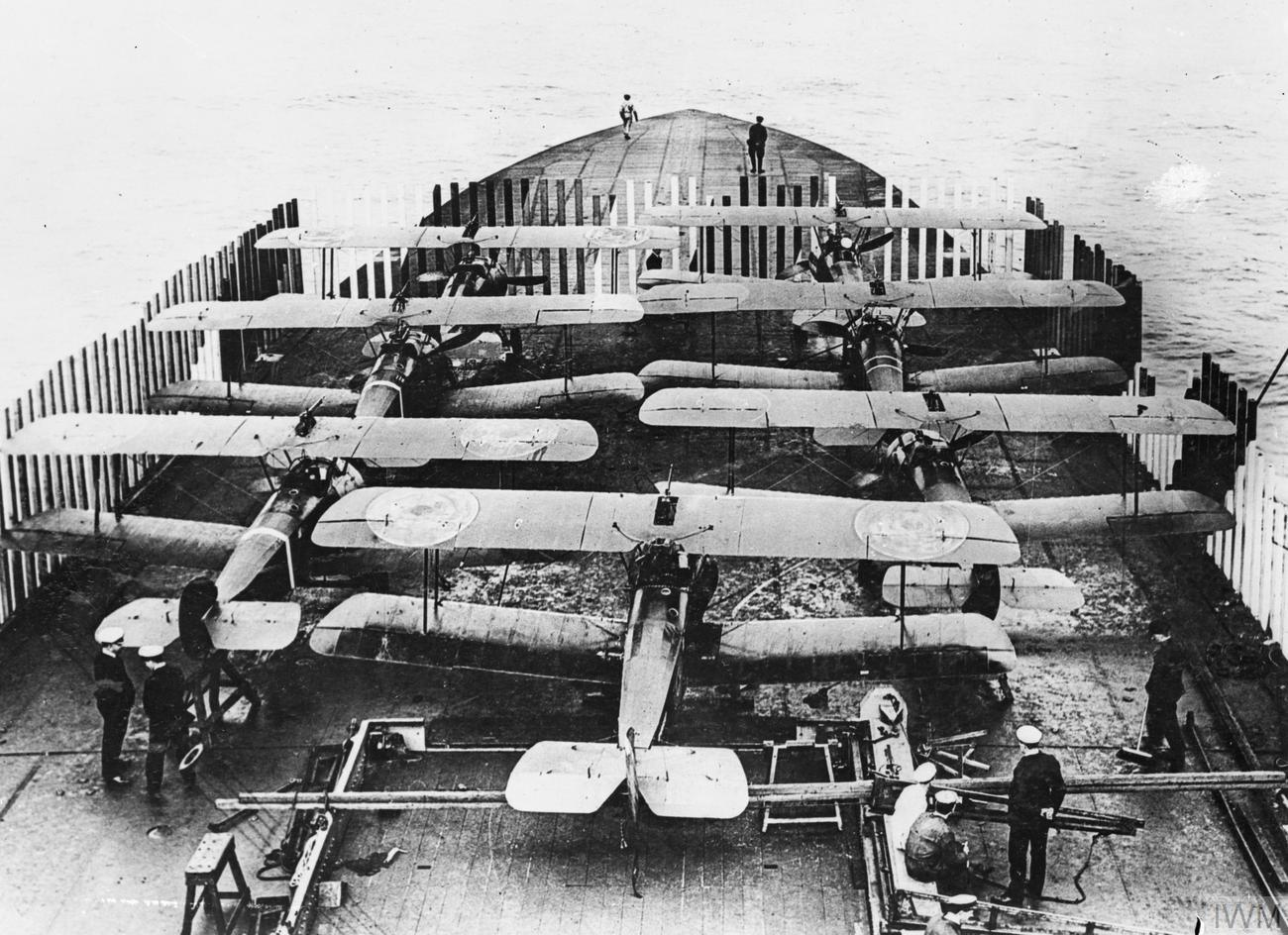
El Sopwith Camel a punt per l'acció a la coberta del HMS Furious abans del raid de Tønder

Tot i que el poder naval de l'època estava representat pels vaixells de guerra, l'aviació havia començat a fer els primers vols sobre el mar. Els primers experiments es van fer amb hidroavions, que podrien ser posats al mar pels vaixells especialment equipats, com el HMS Engadine, que va participar en el raid de Cuxhaven i en la batalla de Jutlàndia.
Al 25 de desembre de 1914, set hidroavions carregats amb bombes van dur a terme un reconeixement aeri de la badia de Helgoland, incloent Cuxhaven, Wilhelmshaven i Heligoland, i «es va aprofitar l'oportunitat per atacar els punts d'importància militar al nord d'Alemanya», específicament les bases de Zeppelin, que colpejaven regularment el territori metropolità anglès punts militars i que eren inassolibles pels avions amb base a terra.
El HMS Ark Royal va ser el primer vaixell dissenyat com a portahidroavions. Podia portar fins a cinc hidroavions i de dos a quatre avions normals. Els avions havien de tornar a terra després del seu enlairament, però els hidroavions podien enlairar-se i aterrar a l'aigua prop del vaixell, que els podia tornar a carregar mitjançant grues.
Els britànics van crear un servei aeri de l'Armada, la Royal Naval Air Service, independent del Royal Flying Corps. Les seves funcions eren de patrulla marítima per defensar la flota i la costa i per a la detecció de submarins i naus enemigues, així com la defensa aèria del cel de la Gran Bretanya. Durant la batalla de Jutlàndia, els avions del HMS Engadine van efectuar reconeixements aeris sobre el cel del teatre d'operacions; un d'aquests avions, pilotat pel tinent Frederick S. Rutland amb l'assistència de D. S. Trewin en qualitat d'observador, va fer el primer reconeixement aeri de la força principal en la zona de la Hochseeflotte. Els portaavions van entrar en servei només després de la fusió amb la RAF; el HMS Furious va participar en el raid de Tønder, precisament sota el comandament de la RAF.

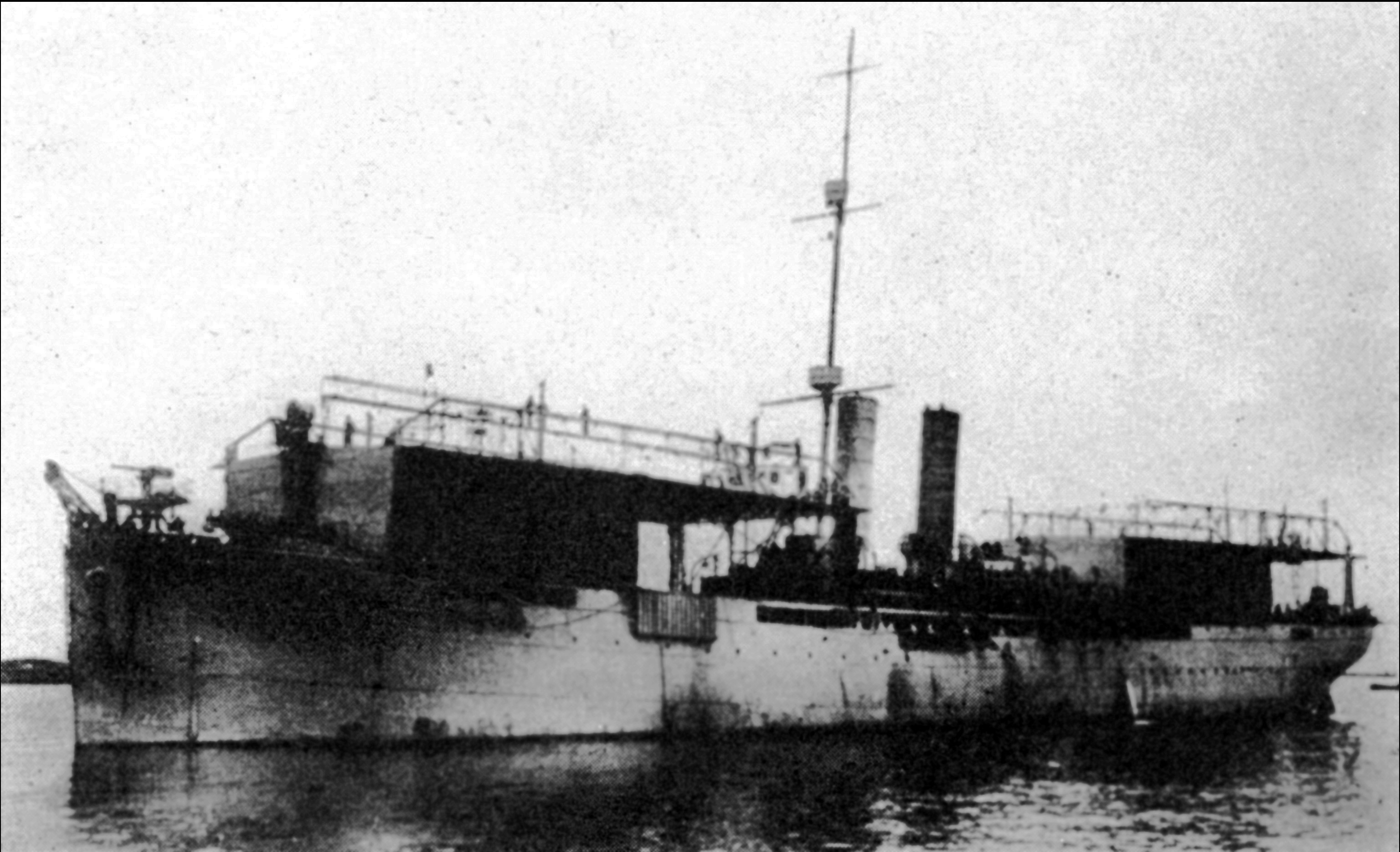
El portahidroavions Europa després de les obres de transformació amb les grues i hangars pels hidroavions

Fins i tot en la mar Adriàtica es van utilitzar àmpliament els avions, tant els austrohongaresos com els italians, per a reconeixements i atacs a les instal·lacions portuàries, submarins o unitats solitàries; en aquests enfrontaments, alguns avions es van veure obligats a aterrar i van ser capturats pels oponents.
Al juny de 1913, un decret ministerial va crear oficialment el Servizio Aeronautico della Regia Marina (Servei Aeronàutic de la Marina Reial). Amb la imminent guerra, es va convertir el creuer Elba en un portahidroavions, amb l'eliminació de tot l'armament principal i la construcció d'hangars per albergar 3 o 4 hidroavions Curtiss «Flying Boat», que els deixaven caure al mar per a l'enlairament i es recuperaven al final del vol amb un cabrestant. En aquesta unitat se li va unir un altre vaixell, el vaixell mercant Quarto, que va ser comprat a la Royal Navy i reanomenat Europa; les obres de transformació es van realitzar en pocs mesos en l'Arsenal de La Spezia.
La Regia Marina italiana va començar el conflicte amb quinze hidroavions, no tots eficients i no tots ells armats. Amb la continuació de les hostilitats, els atacs amb hidroavions basats en Grado, a pocs minuts de vol de Trieste, van arribar a ser tan problemàtics que els comandaments austrohongaresos van decidir bombardejar els hidroaeroports italians.
Amb cessament de les hostilitats, les forces aèries de la Regia Marina es van expandir i es van estendre sobre Venècia (251a, 252a, 253a i 259a esquadrilla de reconeixement amb l'hidroavió L.3, i els 260è i 261è esquadrons de caça amb el seu hidrocaça Macchi M.5), Porto Corsini (263a esquadrilla del reconeixement amb un hidroavió de la FBA, i el 286è esquadró de caça amb l'hidrocaça Macchi M.5) i Ancona (264a esquadrilla del reconeixement amb un hidroavió de la FBA, i el 287è esquadró de caça amb l'hidrocaça Macchi M.5).

## La rendició de les Potències Centrals
Durant l'octubre de 1918, en el front occidental, les tropes Aliades estaven avançant inexorablement cap a la frontera belga, aprofitant el caos intern en Alemanya i la clara superioritat d'homes i material al front. El 25 d'octubre, els diaris d'Alemanya van publicar, i després cancel·lar, el telegrama en el qual es va ordenar «lluitar fins al final». Indignat, el príncep Max von Baden es va dirigir al Kaiser per exigir la dimissió de Ludendorff o, en cas contrari, que li oferís els govern. Ludendorff, al mateix temps, es va dirigir al Kaiser per demanar-li que rebutgés una vegada més l'oferta per posar els termes de l'armistici del president dels Estats Units, Wilson, i seguir lluitant. Ludendorff tenia el suport d'Hindenburg i del ministre de la guerra, Heinrich Scheüch, però en copsar la impossibilitat de tal petició per part de l'emperador, Ludendorff va dimitir.
El 26 d'octubre, mentre que l'Imperi Otomà estava negociant la rendició i Àustria-Hongria estava iniciant contactes amb Itàlia, la flota d'alta mar alemanya ja no estava disposada a continuar la guerra. L'ordre què autoritzava a salpar per llançar un últim atac va sacsejar a l'almirallat britànic, que havia descodificat el missatge, però els mariners alemanys es va negar a obeir-la. L'almirall Scheer va intentar per tots els mitjans de convèncer els homes per lluitar, però els mariners es va negar en ser persuadits; es va donar l'ordre cinc vegades, i cinc vegades l'ordre va ser rebutjada. Un miler de rebels van ser detinguts, però en fer-ho es va immobilitzar la flota.
El 28 d'octubre en el cuirassat Agamemnon, en l'illa de Lemnos, els negociadors otomans i britànics van començar a ultimar els últims detalls de l'armistici que entraria en vigor l'endemà a mitjanit. Les clàusules imposaven a l'Imperi Otomà a obrir els Dardanels i el Bòsfor als vaixells de guerra dels Aliats i acceptar l'ocupació militar de les fortaleses de l'estret.

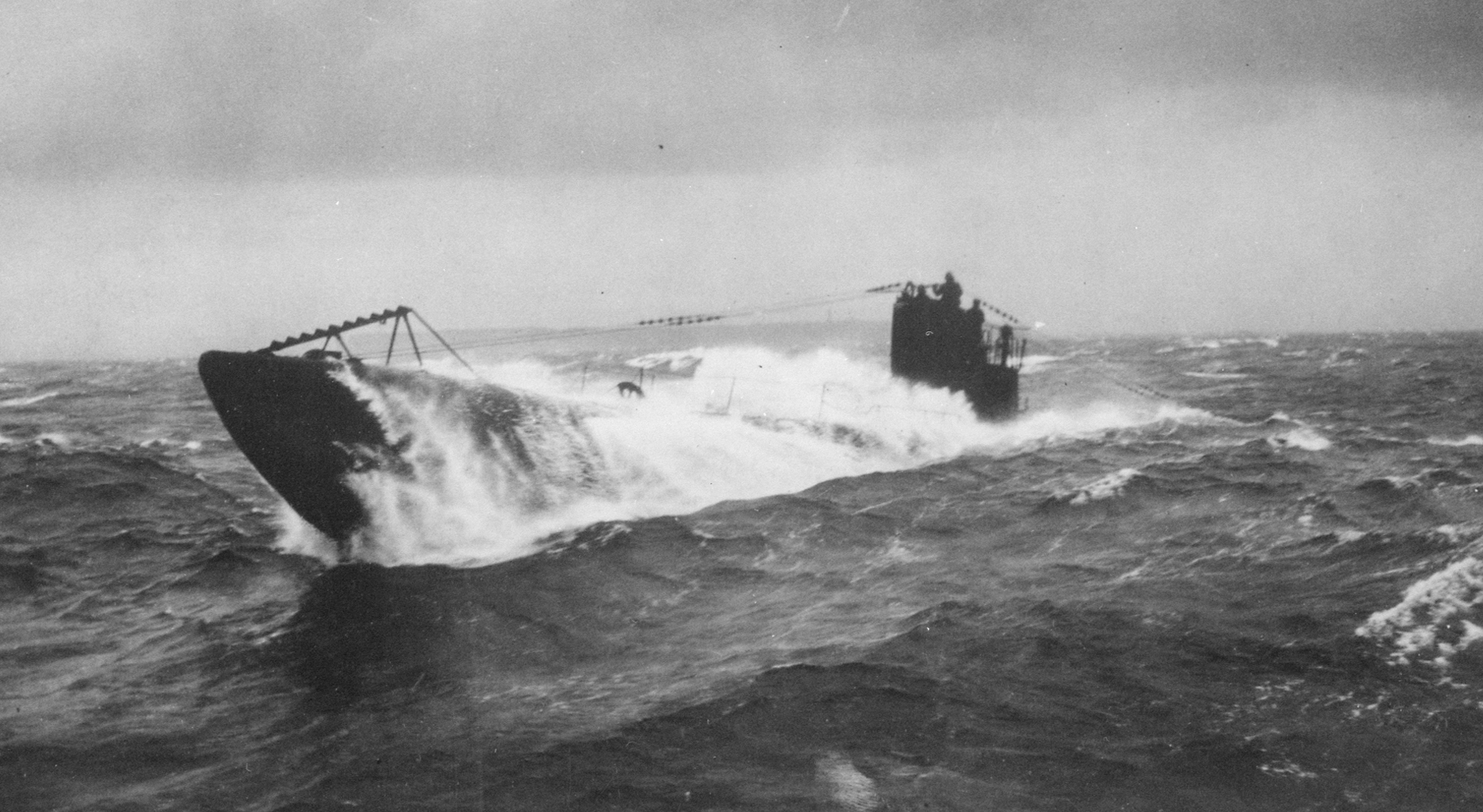
Un submarí alemany de la classe UB-3 navegant pel oceà Atlàntic durant les etapes finals del conflicte

El 31 d'octubre, al port de Pula, els eslaus meridionals es van fer càrrec dels vaixells de guerra austrohongaresos que l'emperador Carles I d'Àustria els havia cedit en vista de l'imminent armistici, però un grup de assaltants italians, no informats del fet, van atacar el cuirassat SMS Viribus Unitis, enfonsant-lo i provocant la mort de centenars de mariners en el conegut «atac a Pula». La flotilla del Danubi va ser cedida a Hongria.
El 4 de novembre va entrar en vigor l'armistici amb Àustria-Hongria. Només Alemanya va continuar lluitant malgrat que els motins es van estendre com un incendi forestal per la marina de guerra alemanya. Al mateix dia en Kiel, milers de mariners, molts treballadors i 20.000 soldats van engrossir les files dels 3.000 mariners amotinats el dia anterior. Molts milers de mariners de Kiel van anar a Berlín per aixecar la bandera de la revolució. El 5 de novembre, els mariners de Lübeck i Travemünde van declarar la seva adhesió a la revolució; a l'endemà, els mariners d'Hamburg, Bremen, Cuxhaven i Wilhelmshaven van fer el mateix. A la nit del 8 de novembre, l'almirall Paul von Hintze va arribar a Spa, on el Govern alemany i el Kaiser s'havien reunit per discutir la rendició, per comunicar a l'emperador que la seva armada ja no hi hauria obeït les seves ordres.

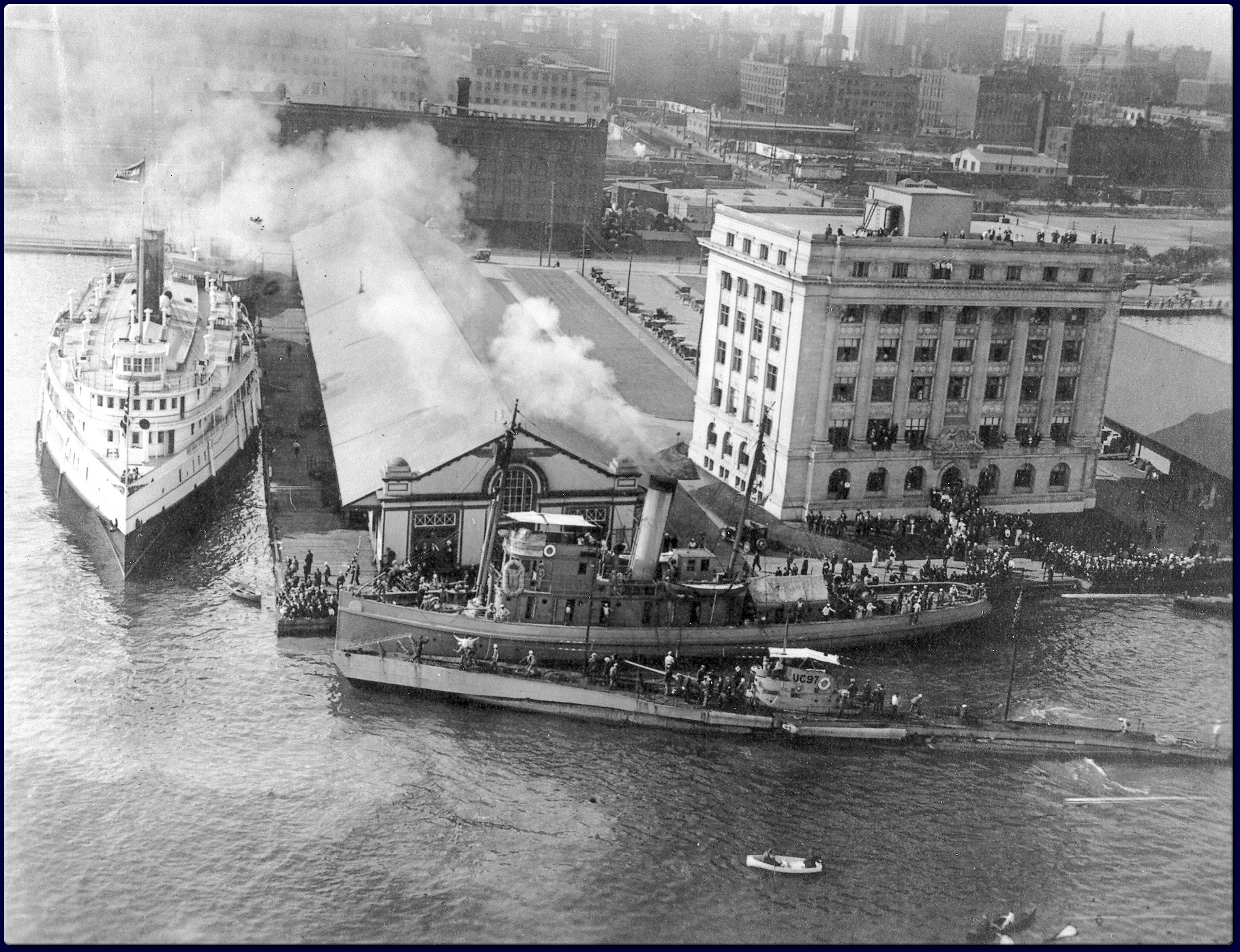
El submarí alemany UC-97 a Toronto, després de ser lliurat a les forces estatunidenques

A l'endemà, Alemanya va signar l'armistici de Compiègne: les tropes Aliades van ocupar el país i la Hochseeflotte va ser confinada a la base britànica de Scapa Flow. El 18 de gener de 1919, va començar la conferència de pau de París, que decidiria el destí d'Alemanya; estava clar des del principi que la flota alemanya es repartiria entre els vencedors guanyadors, pel que el 21 de juny la flota alemanya es va autoenfonsar en Scapa Flow. El 22 de juny de 1919, en Versalles, els delegats van acordar la signatura del tractat entre els països vencedors i Alemanya, que només es va refusar la clàusula de declaració de «culpabilitat». Mentre que els representants Aliats es preparaven per a discutir aquest nou gest de desafiament va arribar la notícia del autoenfonsament, i els Aliats van decidir immediatament no només rebutjar qualsevol modificació del Tractat, sinó també concedir als alemanys 24 hores per signar-lo. Els alemanys es van veure obligats a signar el tractat amb les humiliants condicions de pau, i el 28 de juny va ser ratificat per 44 estats.
Mentrestant, els vaixells austrohongaresos es van vendre abans de l'armistici a l'armada del nou Estat dels Eslovens, Croats i Serbis, conegut posteriorment com a Regne de Iugoslàvia, però la venda no va ser reconeguda de forma legal pels Aliats, de tal manera que gairebé tots els destructors la classe Tatra, excepte una unitat, van ser assignats a Itàlia, així com el cuirassat SMS Tegetthoff. A França li va tocar un destructor i un dreadnought, el SMS Prinz Eugen, que més tard seria enfonsat com blanc en unes maniobres navals. Al Regne Unit li va tocar altres unitats, que van desmantellar.
Fins i tot l'armada otomana va ser ordenada, sobre la base del Tractat de Sèvres, a formar part de la flota dels Aliats. La flota estava reduïda al Yavuz i a unes poques altres unitats eficients. Però amb l'evolució de la guerra d'independència turca i la signatura del nou Tractat de Lausana en 1923, va significar que no es produís aquesta venda i les unitats otomanes que van sobreviure van passar íntegrament al nou servei de la Türk deniz Kuvvetleri (marina de guerra turca).